# Historia de Cataluña

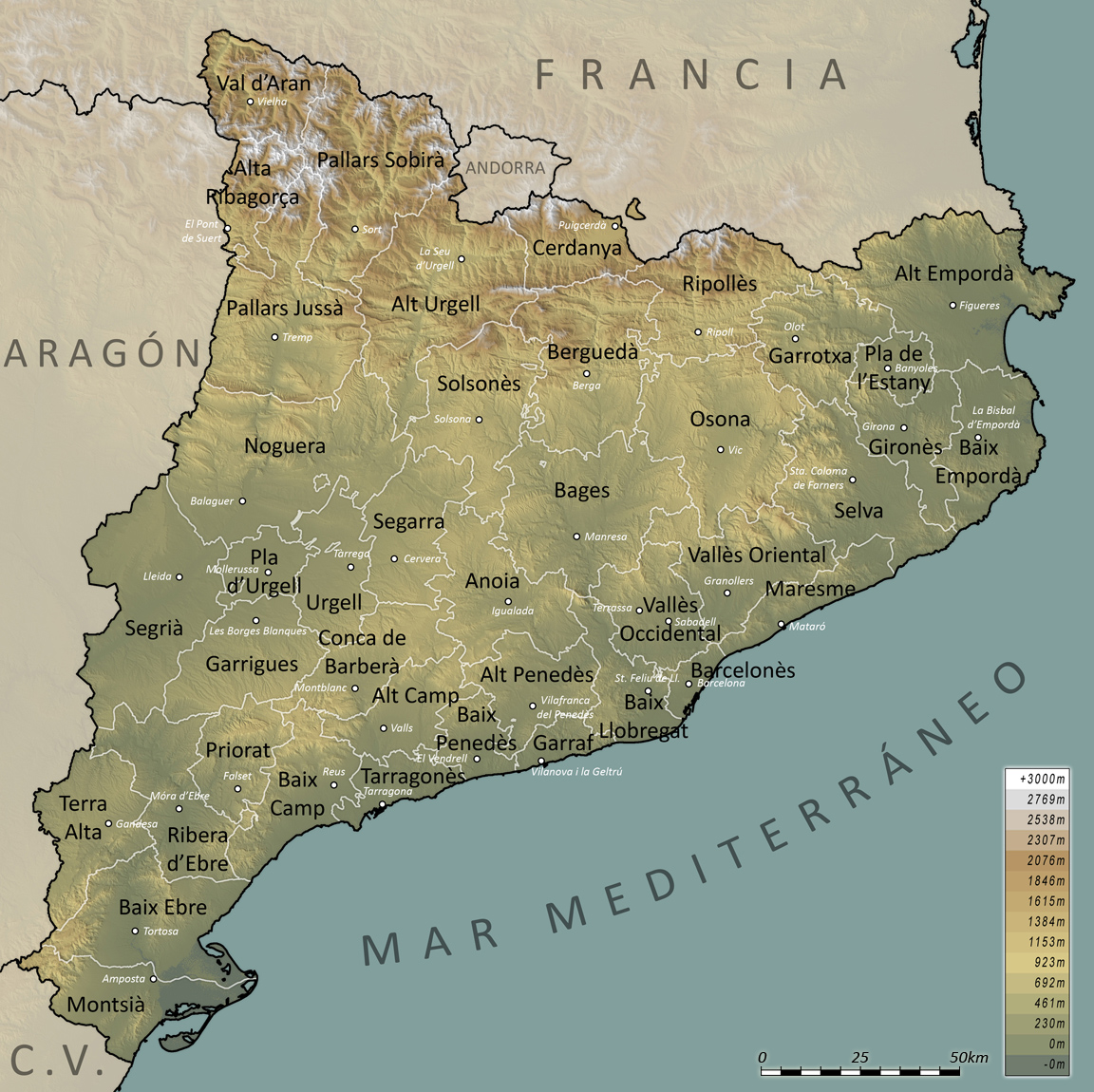
Mapa actual de Cataluña

Cataluña es un territorio situado en el noreste de la península ibérica formado inicialmente a partir de los condados que formaban la Marca Hispánica del Imperio carolingio y cuya extensión y unidad fue completándose a lo largo de la Edad Media. Tras la unión dinástica del condado de Barcelona y el Reino de Aragón en el siglo XII, los territorios catalanes se constituyeron en parte integrante de la Corona de Aragón, alcanzando una notable preponderancia marítima y comercial a finales del período medieval. Actualmente, la palabra Cataluña se emplea habitualmente para referirse a la comunidad autónoma del mismo nombre situada en España, mientras que tanto instituciones culturales, tales como el Instituto de Estudios Catalanes y la Universidad de Perpiñán, como medios de comunicación catalanes, hablan de Cataluña Norte para hacer referencia al Rosellón, la región integrada en el Departamento de los Pirineos Orientales de Francia.

## Período prehistórico

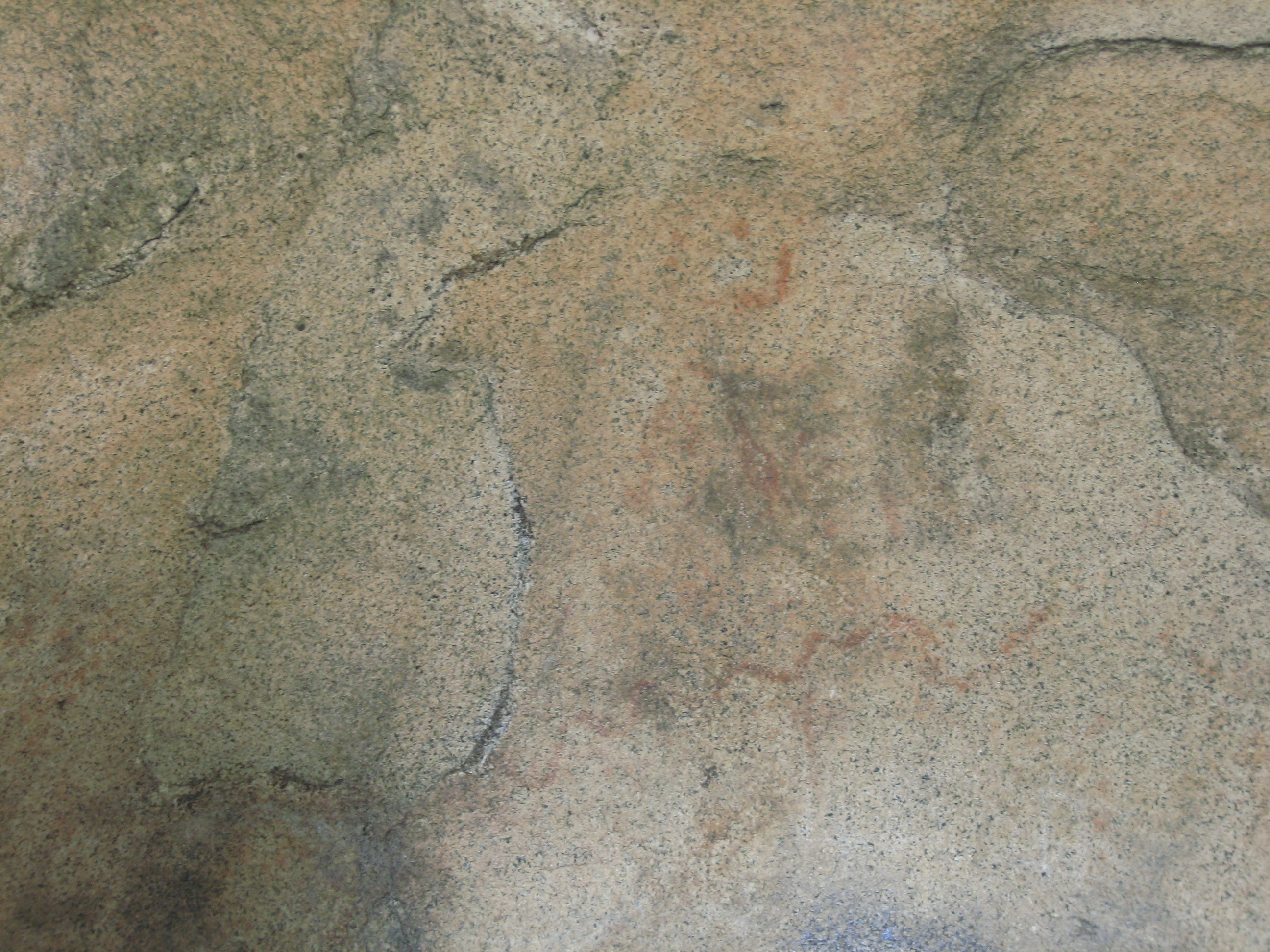
Piedra de las Golondrinas

Los primeros pobladores del territorio que actualmente ocupa Cataluña se remontan a los inicios del Paleolítico Medio. Los restos más antiguos descubiertos corresponden a la mandíbula de un individuo del género Homo (especie incierta) encontrada en Bañolas, de unos 6700 ± 1000 años de antigüedad.
Entre los yacimientos más importantes de este periodo destacan el de las cuevas de Mollet (Serinyà, Pla de l'Estany), el Cau del Duc, en el macizo del Montgrí, el yacimiento de Forn d’en Sugranyes (Reus) y los abrigos Romaní i Agut (Capellades), mientras que para el Paleolítico Superior destacan los de Reclau Viver, la cueva de la Arbereda y la Bora Gran d’en Carreres, en Serinyà, o el Cau de les Goges, en Sant Julià de Ramis.
De la siguiente etapa prehistórica, el Epipaleolítico o Mesolítico, se han conservado importantes yacimientos, la mayor parte datados entre el 8000 y el 5000 a. C., como el de Sant Gregori (Falset) y el Filador (Margalef de Montsant) y, en lo que respecta a las manifestaciones artístico-creenciales, Arte levantino, el Cogul, Cabra Feixet (el Perelló) y Ulldecona.
El período Neolítico se inicia en tierras catalanas hacia el 4500 a. C., aunque en un grado de sedentarización de los pobladores mucho menor que en otros lugares, gracias a la abundancia de bosques, lo que propició que la caza y la recolección siguieran siendo actividades fundamentales y que el establecimiento de asentamientos se demorase en muchos lugares. Los yacimientos neolíticos más importantes de Cataluña son la cueva de Fontmajor (l'Espluga de Francolí), la cueva de Toll (Moià), las cuevas Gran i Freda de Montserrat y los abrigos con arte esquemático del Cogul, Os de Balaguer, Albi, Tivissa y Alfara de Carles.
El período Calcolítico o Eneolítico se desarrolla en Cataluña entre el 2500 y el 1800 a. C. momento en el cual se construyen los primeros objetos de cobre.
La Edad del Bronce se sitúa cronológicamente en el período 1800-700 a. C., de la cual se conservan escasos restos, pero destacan unos poblados formados en la zona del Bajo Segre.
La Edad del Bronce coincide con la llegada de los pueblos indoeuropeos, a través de sucesivos flujos migratorios que se desarrollan desde el año 1200 a. C., responsables de la creación de los primeros poblados de estructura protourbana.
A partir de mediados del siglo VII a. C. el territorio catalán alcanza el período conocido como Edad del Hierro.

## La Edad Antigua

### Período protohistórico
Este período se caracteriza, en una primera etapa, por la confluencia de diferentes culturas colonizadoras en el actual territorio catalán, en particular la griega y la cartaginesa, que darán lugar a la formación, como en el resto de la península, de la cultura ibérica. De esta etapa es la formación de Emporion, en la costa gerundense, enclave comercial impulsado por la ciudad griega de Focea desde Massalia (actual Marsella), en el siglo VI a. C..
En lo que se refiere a la civilización ibérica, se ha constatado la existencia de diferentes tribus dispersas por tierras catalanas, entre ellos los indigetes (en el Ampurdán), los ceretanos (en la Cerdaña) o los airenosinos (en el Valle de Arán). Estos pueblos comparten una cultura material similar y presumiblemente habrían hablado variedades lingüísticas similares, que en conjunto se denominan idioma ibero. Si bien existe, cierta toponimia de origen celta especialmente en el norte del territorio.
Se distinguen cuatro grandes períodos en el actual territorio de Cataluña.
El inicial, que abarca del siglo VIII al VII a. C., que corresponde a una etapa de formación, en que los pueblos indígenas entran en contacto con pueblos colonizadores, y en el que aparecen los primeros objetos de hierro.
El segundo es el periodo antiguo, del siglo VII a. C. a mediados del V a. C., en el que se consolida el proceso de iberización.
Le sigue un período de plenitud, que va de mediados del siglo V hasta el siglo III a. C.
Y, finalmente, la fase de decadencia, que se inicia en el 218 a. C. con la presencia de Roma, en que la cultura ibérica es absorbida por el potente impulso de la romanización.

### Período romano
La segunda etapa de la historia antigua de Cataluña corresponde al período de romanización, iniciado en el siglo III a. C. La llegada de los romanos a la península ibérica tuvo lugar en el 218 a. C., con el desembarco de Cneo Cornelio Escipión en Emporion, la actual Ampurias, con el objetivo de cortar las fuentes de aprovisionamiento de los ejércitos del general cartaginés Aníbal durante la segunda guerra púnica. La principal base de operaciones de los romanos durante la guerra, y primer núcleo de romanización en la península fue la ciudad de Tarraco, actual Tarragona.

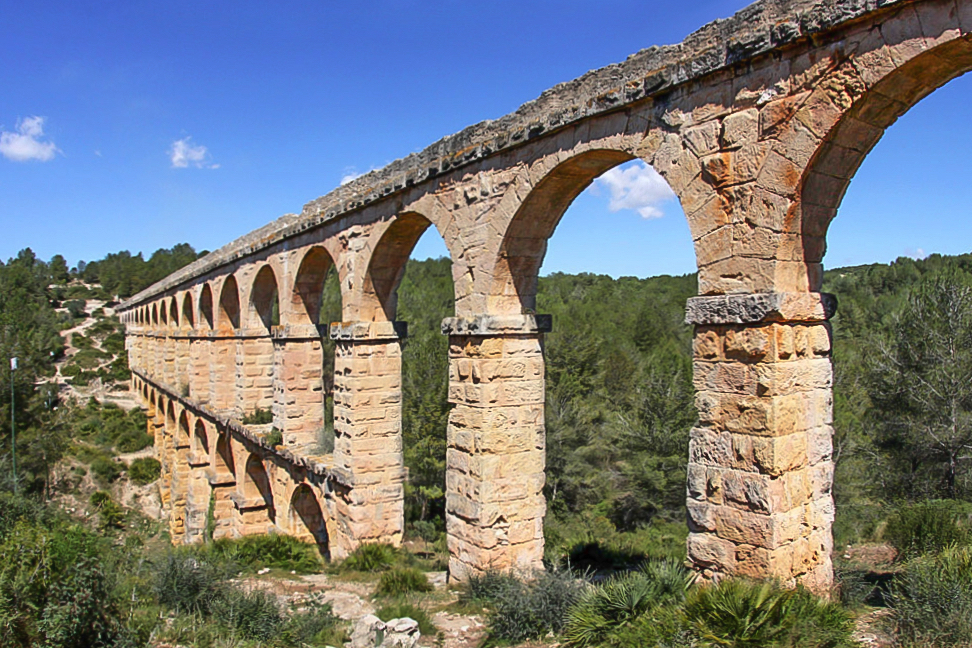
Acueducto romano de Tarraco

Tras la derrota de los cartagineses y de diferentes tribus ibéricas sublevadas ante la presencia romana, en el 195 a. C., se completó prácticamente la conquista romana en territorio catalán y se inició el proceso de romanización, a través de la cual los distintos pueblos peninsulares fueron asimilados por la cultura romana y abandonaron sus propios rasgos.
El actual territorio catalán quedó englobado primero en la provincia llamada Hispania Citerior, para formar parte desde el 27 a. C. de la Tarraconense, cuya capital fue Tarraco. Una provincia que abarcaba unas dos terceras partes de la península ibérica, y comprendía las regiones al norte y al sur del Ebro, desde los Pirineos al norte hasta Sagunto al sur, el valle de Duero, excepto la zona de su orilla meridional entre el Tormes y su desembocadura en Cale (Oporto, Portugal), los valles del Tajo y del Guadiana hasta los límites con la Lusitania, y el extremo oriental de Andalucía, al este de la frontera de la Baetica que discurría desde Cástulo (Linares), pasando por Acci (Guadix) hasta La Bahía de Almería, quedando estas zonas (que durante varios años pertenecieron a la Baetica) en territorio tarraconense; al este limitaba con el mare Nostrum –mar Mediterráneo–, y al oeste con el océano Atlántico y al norte con el Cantábrico y la cordillera de los Pirineos, que la separaba del sur de la Galia, es decir, de las provincias romanas de Aquitania y Galia Narbonense.
Producto del periodo romano será la adopción de toda la estructura administrativa y las instituciones propiamente romanas, el desarrollo de una gran red urbana y viaria, la generalización de un sistema agrícola basado en la trilogía mediterránea (cereales, viña y olivo), la introducción de los regadíos, el desarrollo del derecho romano y la adopción del latín.

## Antigüedad tardía a período feudal

### SiglosIIIyIV
La crisis del siglo III que afectó al Imperio romano y que originaría su decadencia afectó gravemente al actual territorio catalán, donde se han detectado importantes niveles de destrucción y procesos de abandono de villas romanas. También de este siglo son las primeras noticias documentales de la presencia del cristianismo en Cataluña. Aunque los datos arqueológicos indican la recuperación de algunos núcleos, como Barcino (Barcelona), Tarraco (Tarragona) o Gerunda (Gerona), la situación no volvió a ser la de antes, las ciudades se amurallaron y los núcleos se redujeron.

Hispania visigoda

### Periodo visigótico: siglosVaVII
En el siglo V, se produce la invasión generalizada del Imperio romano por parte de los pueblos germánicos. El pueblo germano de los visigodos que había obtenido permiso para entrar en el Imperio y colaborar en la defensa de los limes en la actual Bulgaria como aliados romanos; fueron liderados por Ataúlfo tras la situación de marginación dentro de la sociedad romana y de extrema pobreza de este grupo étnico. Ataúlfo fue un visigodo y general romano que llegó al máximo escalafón militar dentro del ejército romano, y que lideró la rebelión visigoda, llegando a Italia y a Roma, venciendo o esquivando a las legiones romanas, y llegando a conquistar a la hasta entonces invicta ciudad de Roma (segundo saqueo). Como acuerdo entre los romanos y los visigodos y para que estos volvieran a aceptar el orden romano, sus leyes, dejaran de saquear Italia, y volvieran a ser fieles aliados, se les entrega Hispania, y parte de Francia. Los visigodos llegan a la península ibérica por la principal vía romana, instalándose en la ciudad Tarraconense en (410). Y cuando en el 475 el rey visigodo Eurico formó el reino de Tolosa, incorporó el actual territorio catalán, con gobierno primero desde Tolosa y luego desde Toledo.

### Conquista musulmana:sigloVIII

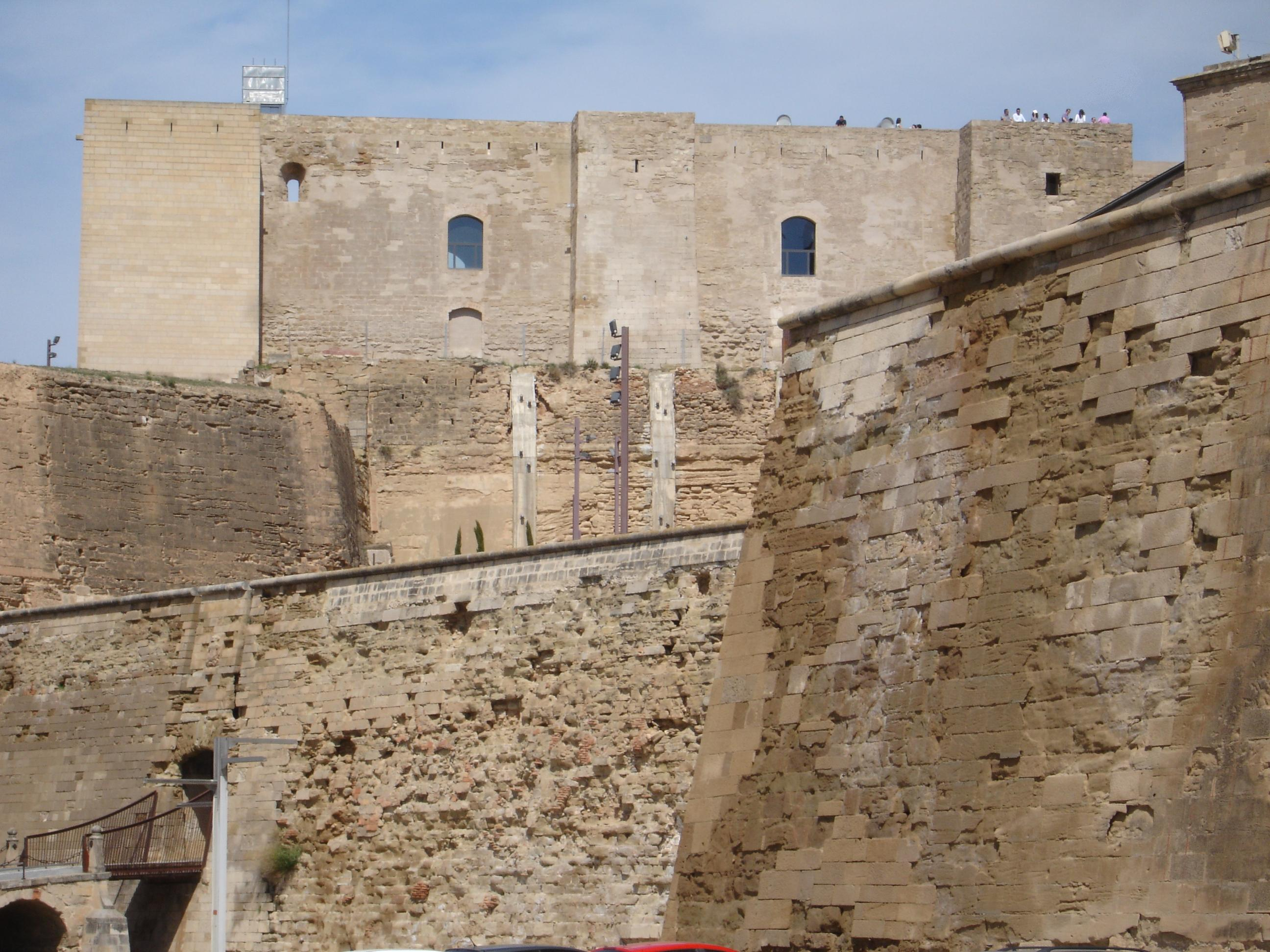
Castillo de La Suda de Lérida, de origen andalusí

Los visigodos dominaron el territorio hasta inicios del siglo VIII, cuando en mitad de una guerra civil por la sucesión del reino (que entonces ya abarcaba toda la península ibérica), una de las partes llama a la potencia emergente, el Imperio Omeya, en busca de ayuda y para que decidiera la guerra a su favor. Los musulmanes ya ocupaban todo el norte de África y su imperio se extendía hasta la India. Después de derrotar a las tropas fieles al rey visigodo, Roderic (don Rodrigo), en la batalla de Guadalete y con apoyo de los visigodos rebeldes que aspiraban al poder conquistan rápidamente la península, encontrando sólo una resistencia marginal en las zonas montañosas del norte. La conquista relámpago musulmana se basó en un ejército de 30 000 hombres (los romanos habían tenido un ejército de 50 000 para la defensa del Imperio de Occidente y otros 50 000 para la defensa del Imperio de Oriente); en unos soldados altamente motivados; en las tácticas de caballería ligera que tan bien funcionaron en terrenos abiertos; en la debilidad de un reino dividido en mitad de una guerra civil sucesoria; en el desinterés de una población hispanorromana dominada por una minoría aristocrática visigoda que no había conseguido integrarles en el reino (la integración entre visigodos y población local no se produjo hasta épocas posteriores); en el mandato religioso del cristianismo en contra de la guerra (que no cambió hasta finales del siglo XI con el encumbramiento de la clase caballeresca, aprox. 1075, y las cruzadas desde 1100); en el miedo a las represalias acompañado de la tolerancia de los musulmanes con los que se sometían sin resistencia; en las facilidades concedidas a las clases dominantes para mantener el poder si cambiaban de bando; en la tolerancia religiosa mediante el simple pago de un impuesto por parte de los no musulmanes; y, sólo en algunos casos, la entrega de tierras a los nuevos conquistadores (las mejores para los árabes y yemeníes, las peores para los bereberes).

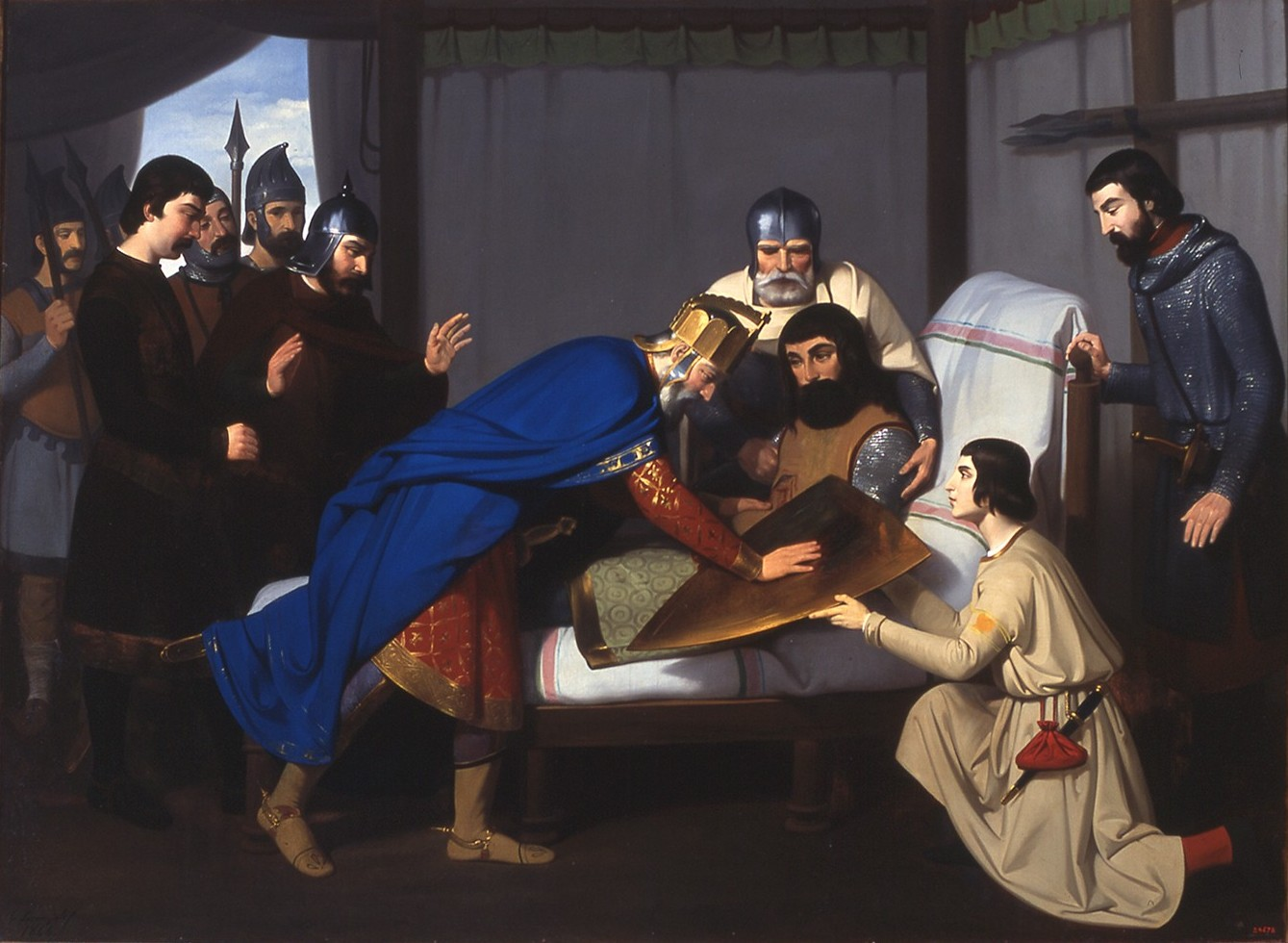
Origen del escudo del condado de Barcelona (Real Academia Catalana de Bellas Artes de San Jorge). Atendiendo a la leyenda, Claudi Lorenzale pinta (1843-1844) el momento en que Carlos el Calvo con la sangre de la herida de Wifredo en sus dedos crea las cuatro barras del escudo de armas del condado de Barcelona

En el 718, la conquista musulmana de la península ibérica llegó al noreste de la península y pasó a la Septimania visigoda, un proceso que tuvo lugar sin graves conflictos bélicos, excepto algunos focos de resistencia aislados como el de Tarragona. El poder musulmán se extendía por la Galia ya desde 719, Narbona, Carcasona, hasta Tolosa, e incluso Burdeos, en una continuada expansión hasta centro-Europa. La posterior reacción carolingia liderada por Carlos Martel, duque de Eudes, con su poderoso ejército de caballería pesada (con cotas de malla), puso freno a la expansión musulmana por Europa en la batalla de Toulouse en 721, y los hizo retroceder a raíz de la batalla de Poitiers en el 732, llegando a liberar Narbona en 759 por Pipino el Breve.

### Conquista carolingia y formación de la Marca Hispánica
La reacción continuó con el proceso de crear una marca defensiva que sirviese de frontera meridional para el Imperio carolingio. Esto supuso la ocupación por los francos durante el último cuarto del siglo VIII de las actuales comarcas pirenaicas, de Gerona y, en el 801, de Barcelona, tras la cual se formó una región fronteriza que seguía aproximadamente el curso de los ríos Llobregat, Cardener y el curso medio del Segre. Los dominios del Imperio carolingio delimitados por esta área fronteriza con Al-Ándalus y los Pirineos serían conocidos con el nombre de Marca Hispánica, aunque a diferencia de otras marcas carolingias nunca se constituyó formalmente como tal. Este territorio se organizó políticamente en diferentes condados dependientes del rey franco.

### SigloIX

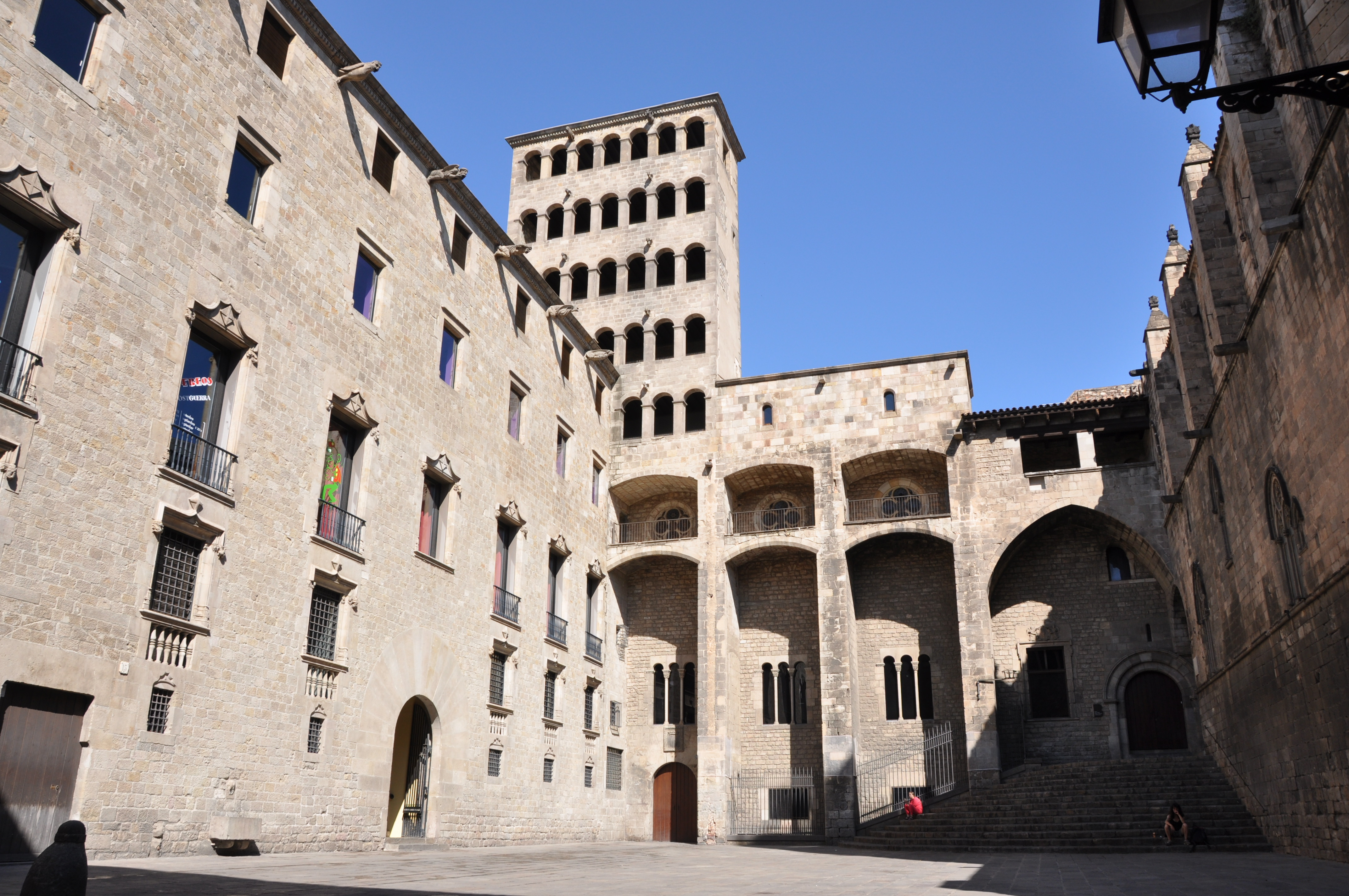
Palacio Real Mayor de Barcelona

A finales del siglo IX, el monarca carolingio Carlos el Calvo designó a Wifredo el Velloso, un noble descendiente de una familia del Conflent, conde de Cerdaña y Urgel (870), y conde de Barcelona y Gerona (878), lo cual suponía la reunión bajo su mando de buena parte del territorio de la Marca Hispánica. Wifredo fue el primer conde en transmitir el gobierno de sus territorios directamente a sus descendientes, debido a la crisis en que estaba sumido el Imperio y al consiguiente aumento de poder de los gobernantes locales en los territorios fronterizos. Aunque a su muerte Wifredo repartió sus condados entre sus hijos, se mantuvo la unidad entre Barcelona, Gerona y Osona, excepto durante un breve periodo. Se atribuye a la política de Wifredo la repoblación de Osona, así como la fundación de los monasterios de Ripoll y San Juan de las Abadesas, y la restauración de la sede episcopal de Vich.

### Independencia de los condados catalanes:sigloX
Durante el siglo X, los condados se convirtieron en verdaderos condados independientes del poder carolingio, según el poder central del Imperio se debilitaba, y las guerras civiles, de sucesión, hacían su trabajo de desgaste, un hecho que el conde Borrell II oficializó en el 987 al no prestar juramento al primer monarca de la dinastía de los Capeto. En estos años de formación de los condados, se desarrollaron los primeros pasos de repoblación del territorio tras la invasión musulmana, trayendo grandes contingentes de población de los territorios dentro del Imperio carolingio que eran dominios poseídos por los Condes de Barcelona como súbditos del Imperio, la repoblación se hizo principalmente con población del sur de Francia (las diferencias con la población actual del sur de Francia vienen a raíz de la aniquilación de esta población en las guerras contra la herejía de los cátaros, y la repoblación con habitantes del norte de Francia). Así, durante los siglos IX y X se creó una sociedad donde predominaban pequeños propietarios libres, llamados aloers, enmarcados en una sociedad agraria donde cada núcleo familiar producía lo que consumía, generando muy pocos excedentes, y típica de la Edad Media.

### Cataluña feudal:sigloXI

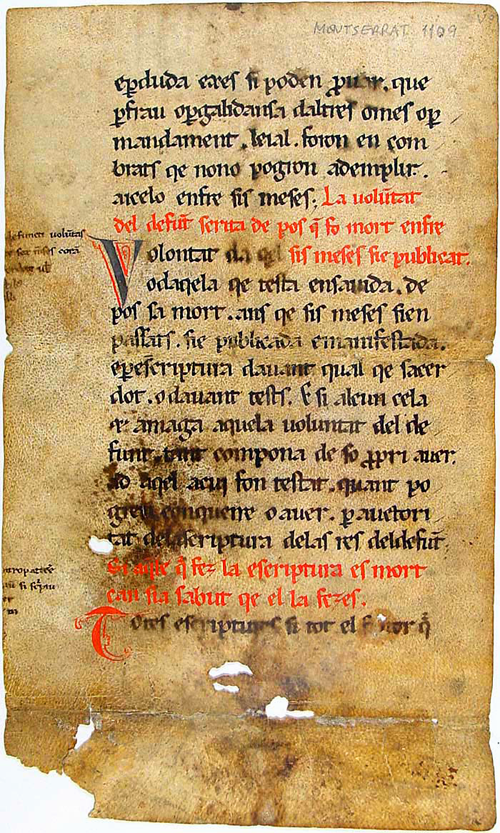
La Reconquista en España se fundamentó en la herencia del Reino Visigodo. Fragmento del Liber Iudiciorum, una compilación de derecho visigodo, el primer texto escrito en lengua catalana derivado del original en latín, hacia finales del

El siglo XI se caracteriza en Cataluña por el desarrollo de la sociedad feudal, como consecuencia de las presiones señoriales para desarrollar lazos de vasallaje con los campesinos libres (alodiales, en catalán aloers). Los años centrales del siglo se caracterizaron por una guerra social virulenta, donde la violencia señorial arrolló a los campesinos, gracias a las ventajas que obtenían de las nuevas tácticas militares, la caballería pesada, y basadas en la contratación de mercenarios bien armados y a caballo.
Así, a finales del siglo, la mayoría de los campesinos propietarios se habían convertido en siervos sometidos al señor. Este proceso coincidió con un debilitamiento del poder de los condes y la división del territorio en numerosos señoríos, que con el paso del tiempo, daría lugar a la articulación de un Estado feudal basado en complejas fidelidades y dependencias, en lo alto del cual se encontraría el conde de Barcelona, tras el triunfo sobre el resto de señores de Ramón Berenguer I. Con el tiempo, los condes de Barcelona vincularían a todos los demás condados catalanes con el condado que posteriormente pasaría a formar parte de la Corona de Aragón.
Es también en este periodo, durante el siglo XI, cuando se consolidan la Taifa de Tortosa y la Taifa de Lérida.

### Expansión de los condados catalanes:sigloXII
Hasta mediados del siglo XII, los sucesivos condes de Barcelona intentaron ampliar sus territorios en múltiples direcciones y por diversos medios. Ramón Berenguer III (1082-1131) incorporó mediante alianza matrimonial el condado de Besalú (1111), recibió por herencia el de Cerdaña (1117 o 1118), y conquistó por la fuerza parte del condado de Ampurias (entre 1123 y 1131). Más allá de los Pirineos, también controló el de Provenza (desde 1112), que al morir legó a su segundo hijo Berenguer Ramón. Por su parte, en 1118 la Iglesia catalana se independizó de la sede de Narbona y fue restaurada la sede de Tarragona.

## SigloXIIalXV: La Corona de Aragón

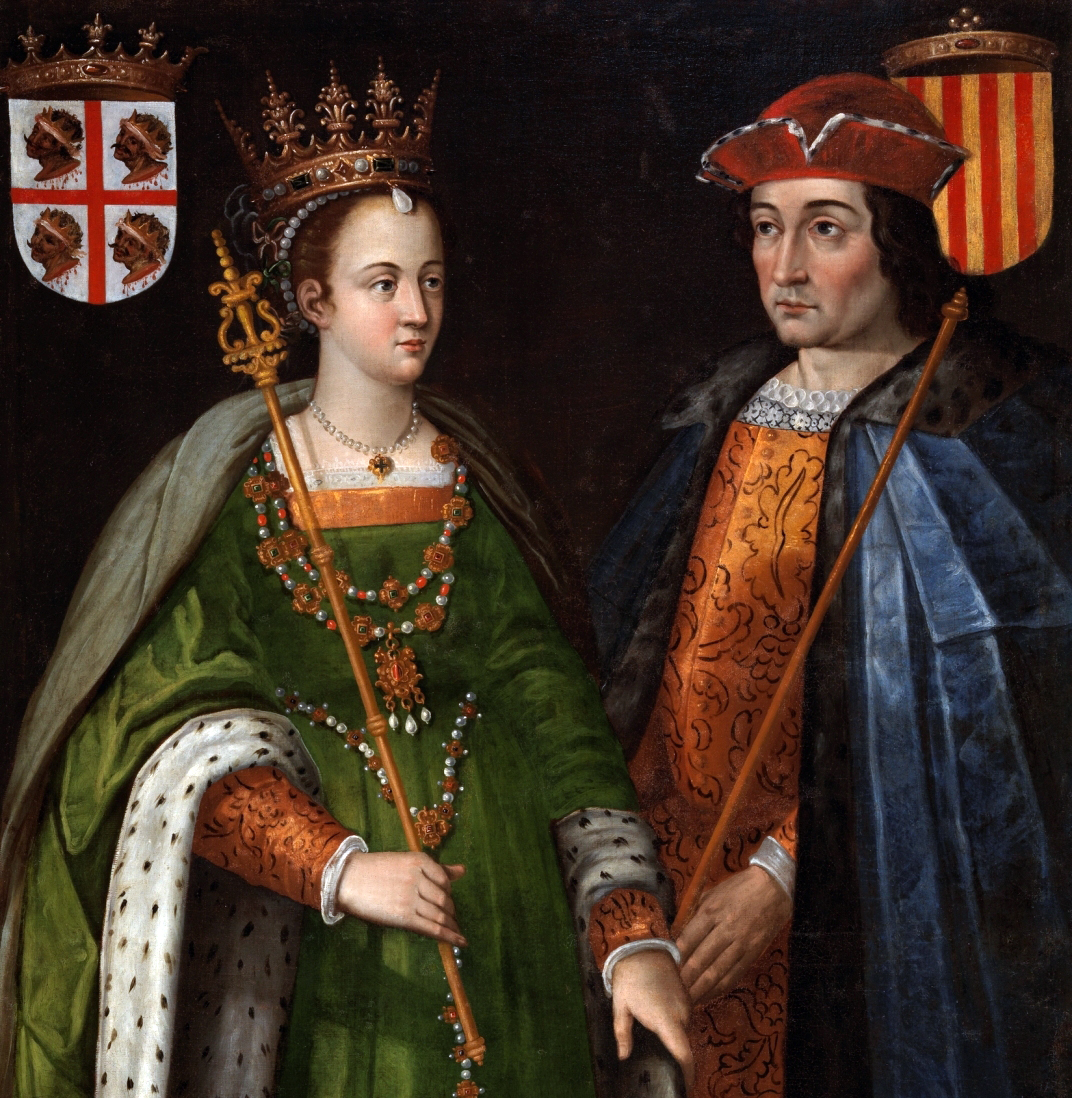
Petronila de Aragón y Ramón Berenguer IV, conde de Barcelona, según interpretación de Filippo Ariosto (1586)

Bajo el gobierno del conde Ramón Berenguer IV (1131-1162), se produjeron diferentes hechos fundamentales para la historia de Cataluña. El primero, su boda con Petronila de Aragón, lo que supuso la unión dinástica, del condado de Barcelona y del Reino de Aragón, por lo que con el tiempo el territorio común sería denominado Corona de Aragón. Como consecuencia de tal tipo de unión, los reinos, Estados, dominios o títulos así unidos no fueron integrados o fusionados, sino que las mismas personas poseían cada uno de ellos en forma independiente; y, por lo general los dominios del título mantenían sus propias instituciones y legislación (particularismo). Según lo acordado en las Capitulaciones matrimoniales de Barbastro en agosto de 1137, Ramón Berenguer pasó a ser el princeps o dominador de Aragón, ya que el rey aragonés Ramiro le hizo donación de su hija y de su reino para que la tuviera a ella y al reino en dominio «salva la fidelidad a mí y a mi hija» («dono tibi, Raimundo, barchinonensium comes et marchio, filiam meam in uxorem, cum tocius regni aragonensis integritate [...] salva fidelitate mihi et filie mee.»), y se retiró a la vida monástica. Según estas capitulaciones, Ramiro no cedía su dignidad real, esto es, que en adelante sería rey, señor y padre de Ramón Berenguer tanto en Aragón como en todos sus condados. 

sim rex, dominus et pater in prephato regno et in totis comitatibus tuis, dum mihi placuerit
seré rey, señor y padre en el citado reino y en todos tus condados mientras me plazca.

 Sin embargo, en noviembre del mismo año, 1137, Ramiro renunciaba a todo lo que se había reservado en las Capitulaciones de Barbastro, 

Et ut in hoc nullum occasionis vel pessime machinationis ingenium ab aliquo possit intelligi, totum eti dimitto; dono atque concedo quicquid retinueram in ipsa alia carta donacionis regni quam ei antea feceram, cum filiam meam ei dedissem
Y para que sobre esto nada pueda ser pensado o maquinado por nadie, le dono, otorgo y concedo todo aquello que me había reservado en aquella misma carta de donación que le había hecho inicialmente, al entregarle a mi hija.

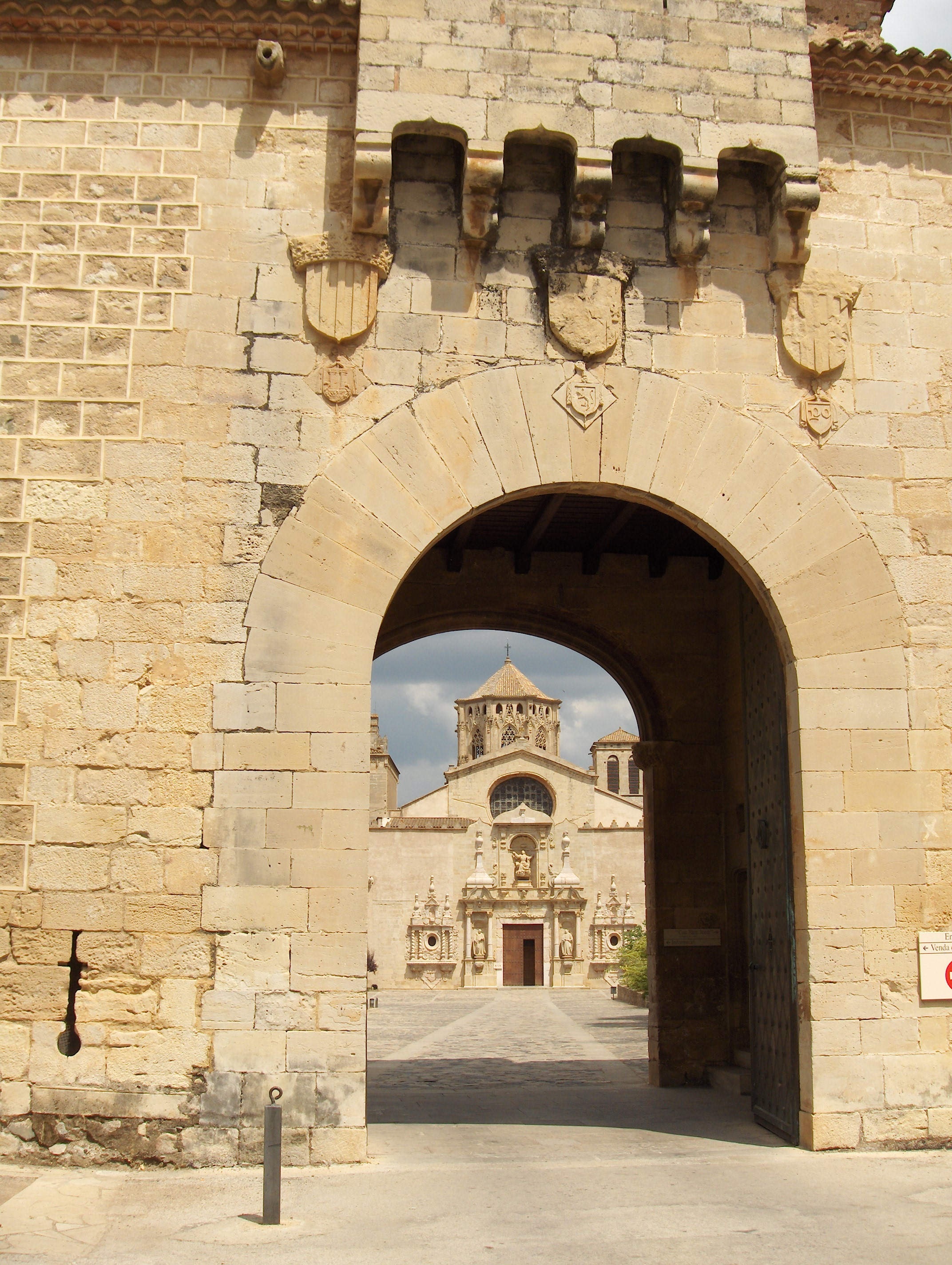
Monasterio de Poblet, panteón real de la Corona de Aragón

La unión en la Corona de Aragón, del condado de Barcelona y el reino de Aragón no fue, pues, el fruto de una fusión ni de una conquista, sino el resultado de una unión dinástica pactada. De hecho, los territorios que compusieron la Corona mantuvieron por separado sus propias leyes, costumbres e instituciones, y los monarcas reinantes tuvieron que respetar estas bases.
A nivel dinástico, existen diversas explicaciones en la historiografía actual sobre la continuidad de las casas gobernantes en la Corona unida. Así, algunos historiadores, como Ubieto o Montaner, creen que se produjo un prohijamiento por el cual Ramón Berenguer pasaba a ser un miembro más de la Casa de Aragón. En cambio, José Luis Villacañas o Vicente Salas Merino, entre otros autores, consideran que la dinastía reinante entre 1162 y 1412 fue la Casa de Barcelona.
En lo sucesivo, Ramón Berenguer IV materializó las nuevas conquistas políticamente diferenciadas asignadas a título personal como marquesados. Conquistó Tortosa y Amposta en 1148, y Lérida en 1149 gracias a una ofensiva conjunta con el conde Ermengol VI de Urgel. Estos territorios fueron repoblados a lo largo del siglo XII y suelen recibir el nombre genérico de Cataluña Nueva, para distinguirlos de los antiguos condados carolingios que conformaban el área oriental de la Marca Hispánica, denominados Cataluña Vieja. La línea de separación entre ambas áreas geográficas suele establecerse en la línea delimitada por los ríos Llobregat, su afluente el Cardener, y el Segre.

### Expansión de la Corona de Aragón: siglosXIIyXIII

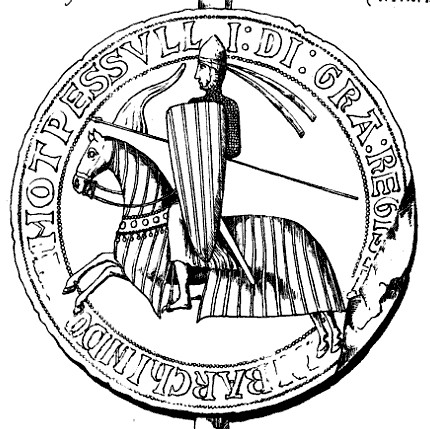
Pedro II de Aragón participó junto al Reino de Castilla y al Reino de Navarra en la Batalla de Las Navas de Tolosa

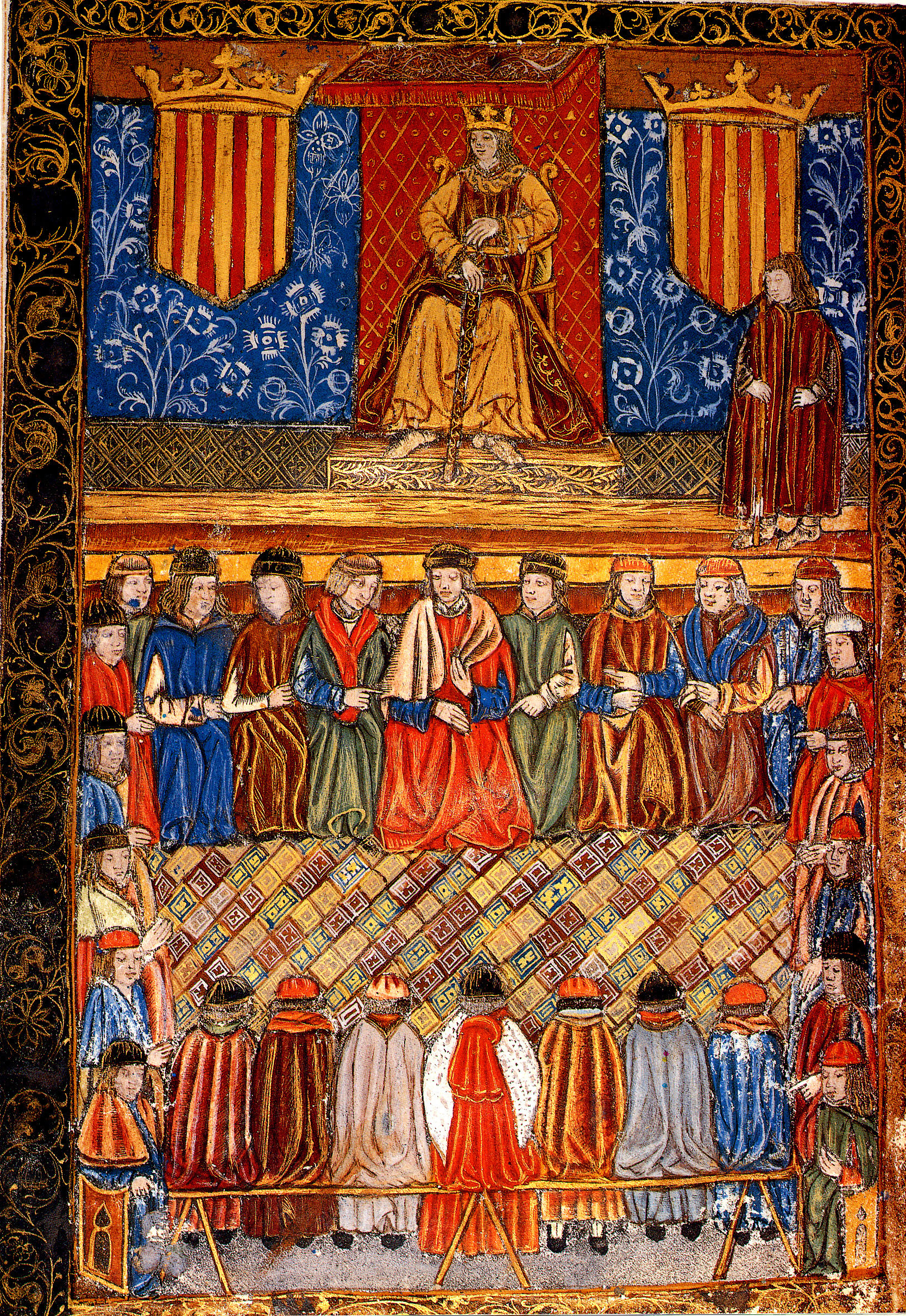
Las Cortes Catalanas según una miniatura de un incunable del. Fernando II de Aragón en su trono enmarcado por dos escudos con el emblema del señal real. Frontis de una edición de 1495 de las Constituciones catalanas

A finales del siglo XII, diferentes pactos con el Reino de Castilla delimitaron las futuras zonas donde desarrollar nuevas conquistas de territorio musulmán, pero en 1213, la derrota de Pedro II el Católico en la batalla de Muret acabó con el proyecto de consolidación del poder de la Corona sobre Occitania. Tras un periodo de agitación, en 1227, Jaime I el Conquistador asumió plenamente el poder como heredero al trono de la Corona de Aragón y se inició la expansión territorial sobre nuevos territorios.
En su reunión de 1188, la asamblea de Paz y Tregua, germen de las Cortes catalanas, había establecido los límites de lo que a partir de mediados del siglo XIV se conocerá como Principado de Cataluña, y que se definirá como el territorio sometido a la jurisdicción de dichas Cortes. En dicha asamblea se estableció su ámbito jurisdiccional «desde Salses a Tortosa y Lérida y sus ríos» (Constitución XVIII). No obstante, tanto la frontera occidental como la meridional tuvieron una definición incierta durante décadas. Así, delegados de las tierras de Lérida y Fraga acudieron a las Cortes de Aragón convocadas por Jaime I en Daroca en 1228. En 1244, en cambio, Jaime I fijó la frontera en el río Cinca, situando en el ámbito catalán territorios anteriormente adscritos a Aragón como la Ribagorza, La Litera y el valle de Arán. En cuanto al límite meridional, fue quedando establecido en el curso inferior del río Ebro, entre la desembocadura del Segre y el mar.

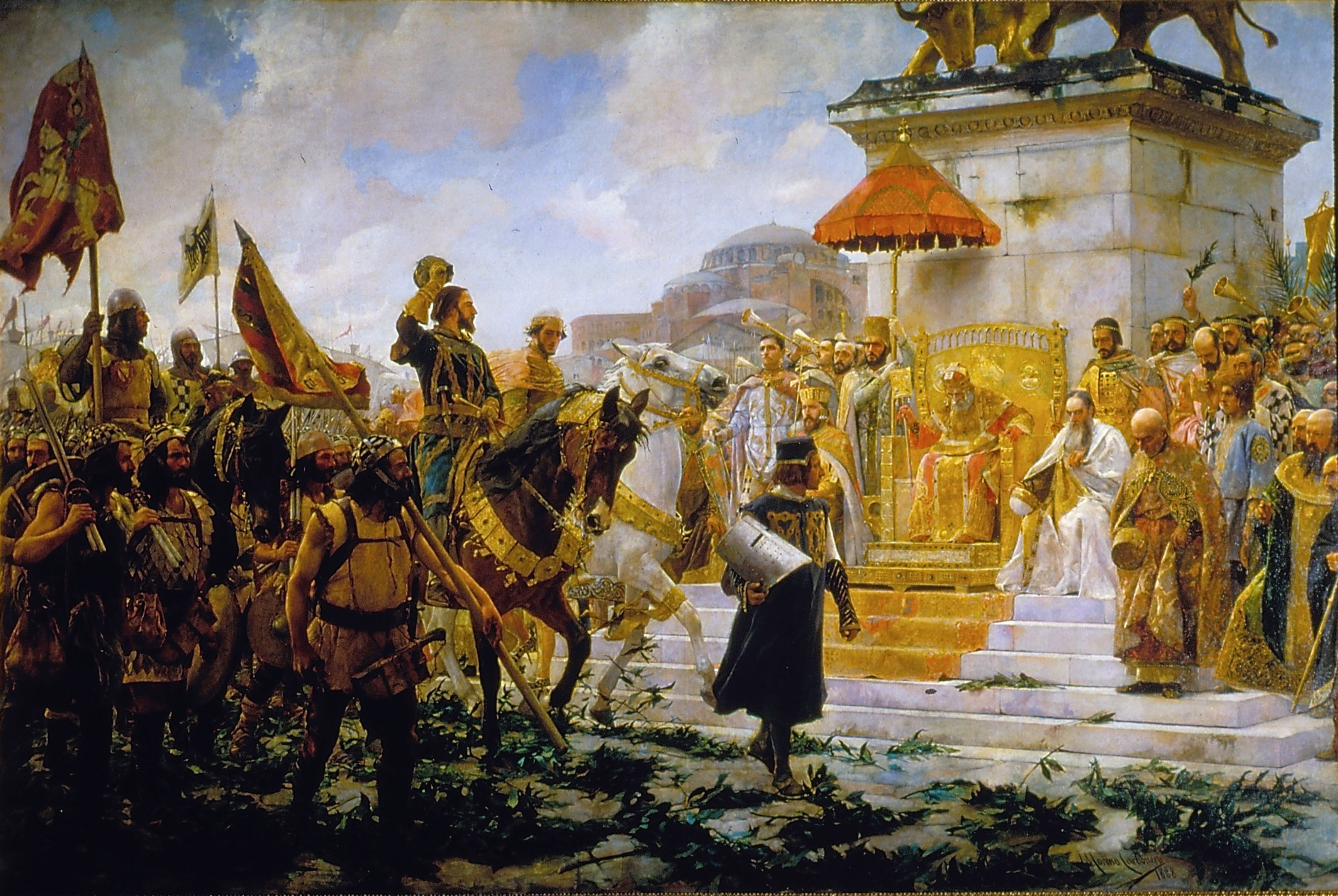
Entrada de Roger de Flor en Constantinopla, de José Moreno Carbonero. 1888. (Palacio del Senado de España).

A lo largo del segundo cuarto del siglo XIII se incorporan a la corona las Islas Baleares y Valencia. Este último territorio, el Reino de Valencia, pasó a convertirse en uno de los reinos de la Corona de Aragón, con Cortes propias y unos nuevos fueros: los Furs de València. En cambio, el territorio mallorquín, junto a los condados de Rosellón y Cerdaña, la ciudad de Montpellier y los señoríos de Omeladés y Carladés, sería entregado en herencia su segundo hijo, Jaime, y formarían el Reino de Mallorca, iniciándose así un periodo de tensión interna que concluiría con su anexión a la Corona de Aragón en 1343, por parte de Pedro IV el Ceremonioso. En 1258, 29 años después de la conquista del Reino de Mallorca y 20 después de la del Reino de Valencia se firma el Tratado de Corbeil en el que el Rey Luis IX de Francia renuncia a sus derechos sobre los condados catalanes pasando a formar parte de la Corona de Aragón y Jaime I a la mayor parte de los condados del norte de los Pirineos.
Entre las décadas finales del siglo XIII y las primeras del XIV, los condados catalanes vivieron épocas de gran plenitud, en las que experimentó un fuerte crecimiento demográfico y una expansión marítima por el Mediterráneo. Esta época coincide con los reinados de Pedro III el Grande, que invadió Sicilia (1282) y tuvo que defenderse de una cruzada francesa contra Cataluña; de Alfonso III el Liberal, que se apoderó de Menorca, y de Jaime II, que invadió Cerdeña y con quien el poderío de la Corona alcanzó su máxima expansión económica en la Edad Media. Sin embargo, desde el segundo cuarto del siglo XIV se inició un cambio de signo para Cataluña, marcado por la sucesión de catástrofes naturales y crisis demográficas, el estancamiento y recesión de la economía catalana y el surgimiento de tensiones sociales.
Por su carácter limítrofe, la Ribagorza siguió siendo objeto de disputa entre catalanes y aragoneses durante el siglo XIII. En las Cortes reunidas en Zaragoza en 1300, el rey Jaime II aprobó que tanto Ribagorza como La Litera quedasen bajo jurisdicción aragonesa.

### Creación de la Generalidad de Cataluña:sigloXIV
El reinado de Pedro IV el Ceremonioso (1336-1387) se caracterizó por graves tensiones bélicas, entre las que se cuentan la anexión del reino de Mallorca, el sofocamiento de una rebelión sarda, de la rebelión de los unionistas aragoneses y valencianos y, sobre todo, la guerra con Castilla. Estos episodios generaron una delicada situación financiera, en un marco de crisis demográfica y económica, pero también un poderoso desarrollo institucional y legislativo, en el que destaca la creación de la Diputación General de Cataluña o Generalidad de Cataluña (1365).
En 1375, una protesta de los representantes de Fraga ante las Cortes reunidas en Tamarite vuelve a desplazar el límite occidental de Cataluña, ya que esta ciudad vuelve a quedar bajo el fuero de Aragón.

### Fin de la dinastía autóctona de los condes de Barcelona:sigloXV

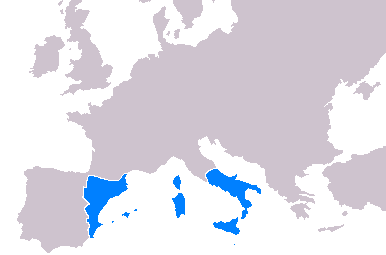
La Corona de Aragón en el

La muerte sin descendencia y sin el nombramiento de sucesor del rey Martín I el Humano en 1410 provocó, además, una grave crisis sucesoria. Ello abrió un periodo de interregno en el que aparecieron diversos candidatos al trono. Los intereses comerciales, así como la animadversión que despertaba Jaime de Urgel, acabarían favoreciendo al candidato de la dinastía castellana de los Trastámara, Fernando de Antequera, quien, tras el llamado Compromiso de Caspe de 1412, fue nombrado monarca de la Corona de Aragón. Con la llegada de la Casa de Trastámara se comienza a introducir el idioma castellano en Cataluña.[cita requerida]
El sucesor de Fernando I de Aragón, Alfonso V el Magnánimo, promovió una nueva etapa expansionista, esta vez sobre el Reino de Nápoles, el cual dominó finalmente en 1443. Paralelamente, se agravó la crisis social en Cataluña, tanto por los conflictos rurales como urbanos. El desenlace de estos conflictos fue, en 1462, la rebelión de los remensas, protagonizada por los campesinos frente a las presiones señoriales y la guerra civil catalana, que se extendería por un periodo de diez años, tras los cuales la región quedó exhausta, los conflictos remensas no quedaron resueltos y Francia retuvo hasta 1493 los condados de Rosellón y Cerdaña, que fueron ocupados durante el conflicto.
El matrimonio de Fernando II de Aragón con Isabel la Católica, reina de Castilla, celebrado en Valladolid en 1469, condujo a la Corona de Aragón a una unión dinástica con Castilla, efectiva a su muerte, en 1516, pero ambos reinos conservaron sus instituciones políticas y mantuvieron las cortes, las leyes, las administraciones públicas y la moneda propias. Sería Fernando II de Aragón, el Católico, quien, con la sentencia arbitral de Guadalupe resolvió el conflicto remensa en 1486, reformó en profundidad las instituciones catalanas, recuperó pacíficamente los condados catalanes del norte y amplió la actuación de la corona sobre Italia.

## Siglos al

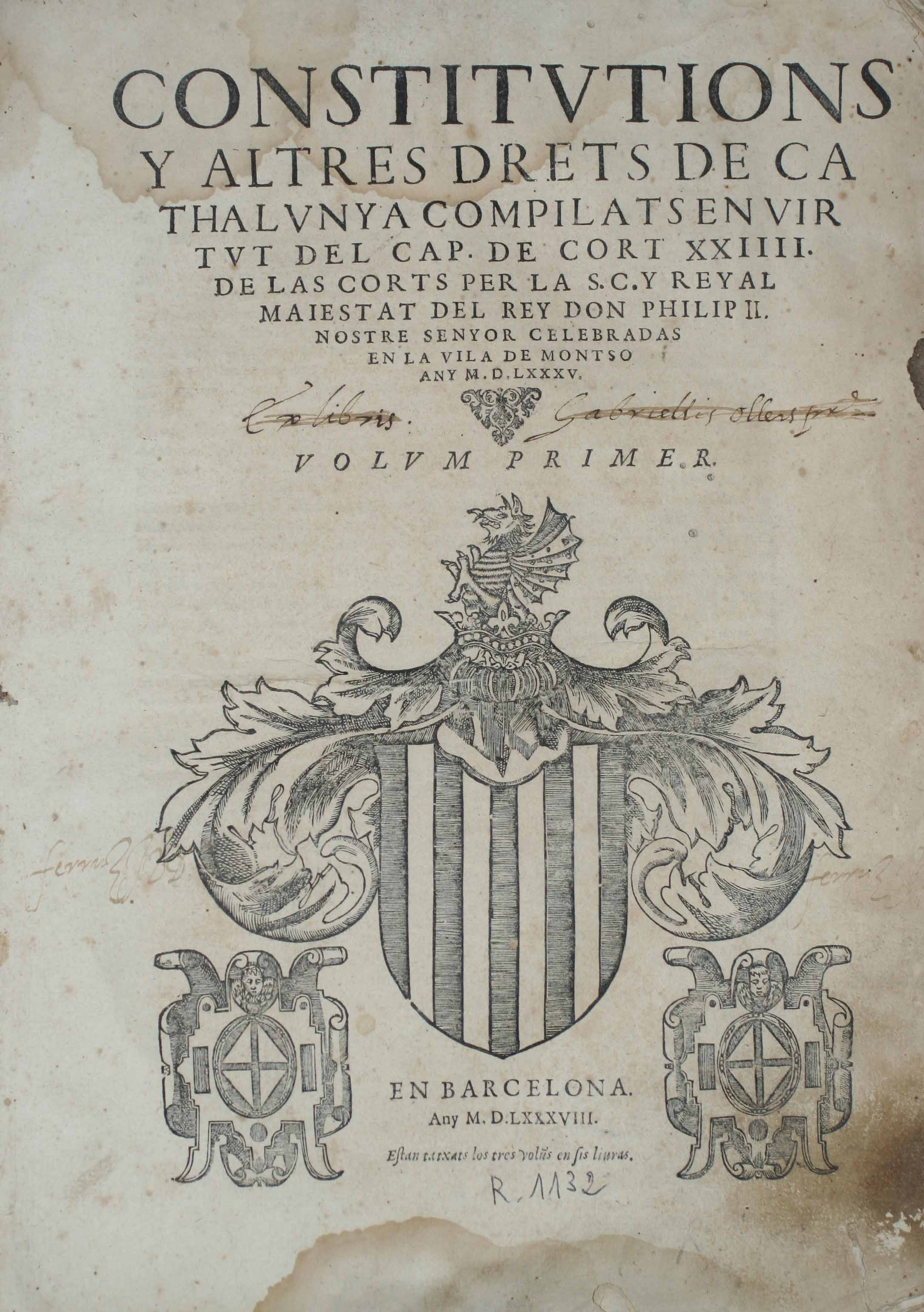
Constituciones Catalanas, 1585

## SiglosXVIalXVIII

### SigloXVI
Ya desde los tiempos de los Reyes Católicos los catalanes participan directamente en las expediciones y campañas militares españolas. El almirante Cardona conquista Mers-el-Kebir (conocida tradicionalmente en las crónicas españolas como Mazalquivir) en 1505. Pere Bertran i de Margarit, ampurdanés, acompaña a Colón en su segundo viaje.
En el siglo XVI, la población catalana inició una recuperación demográfica y una cierta recuperación económica. El reinado de Carlos I fue para Cataluña una etapa de armonía en la nueva estructura que formaban ahora los reinos hispánicos. En 1521 nombró Virrey de Cataluña al Arzobispo de Tarragona, Don Pedro Folch de Cardona.
Cuando llega Carlos I de España, un rey que permaneció poco tiempo en la península, toma como base de operaciones a Castilla, con una población de 6 millones (entre los reinos más poblados de Europa en la época), una pujante economía (Flandes, Portugal y el Norte de Italia eran las otras economías más desarrolladas del continente), y el descubrimiento de América por el reino de Castilla, y su nuevo ejército que gracias al Gran Capitán era el más poderoso de Europa, lo convertía en la fuente perfecta para sus ambiciones expansionistas e imperiales, siendo la base principal de impuestos y de reclutamiento de tropas. Mientras que Cataluña con sus 300 000 habitantes, se libraban de llevar esta pesada carga, en Castilla se producía la «revuelta de los comuneros» por los nuevos impuestos para pagar los ejércitos y los sobornos para los príncipes electores alemanes para ser nombrado Emperador del Sacro Imperio Romano Germánico, las mayores cantidades de oro pagadas hasta la época, así como porque la pequeña nobleza y la burguesía tenían las vistas puestas en la expansión ultramarina, y no en la expansión europea del nuevo rey, que había nacido y crecido en Flandes (actuales Países Bajos, Bélgica y parte de Francia). Esta revuelta fue aplastada por los tercios que volvieron de Italia, con el apoyo de la población de Navarra y Vascongadas (que recibieron los fueros del rey en agradecimiento por su apoyo), y con el apoyo de la gran nobleza, en contra de la pequeña nobleza y la burguesía de las ciudades. A largo plazo, las necesidades militares y los elevados impuestos, como la alcabala que debía ser pagado cada vez que se producía una operación comercial o de transporte (se suma en cada operación 10%+10+10+..., no como el IVA actual, que solo se paga en la venta final), llevaron al reino de Castilla a la quiebra. La ventaja de la Corona de Aragón al evitar el pago de estos elevados impuesto en favor del rey y para la defensa del reino (no se enviaban grandes números ni en tropas ni dinero), no evitaba tener elevados impuestos en la Corona de Aragón, aunque esta vez a favor de los nobles, y que temían perderlos en favor del rey.
El hecho de que el descubrimiento de América y que por tanto los derechos sobre ella estuvieran en el reino de Castilla, alejó a la Corona de Aragón de sus ventajas hasta la unificación con el reino de Castilla con la llegada de los Borbones en la guerra de Sucesión. Aunque el Reino de Aragón se había opuesto a una unificación con el reino de Castilla, puesto que la nobleza que integraba las cortes de Aragón suponían que esta sería una dilución de sus poderes, y tener que soportar la mayor carga impositiva que tenía el reino de Castilla.
Durante el reinado de Felipe II la Corona de Aragón continúa sin soportar el mantenimiento militar de los reinos. Ello se explica por la negativa de la Corona de Aragón a proveer de más tropas y fondos al rey y la defensa y expansión de sus dominios, así como por el paso del peso político y económico internacional del Mediterráneo al Atlántico, la debilidad del principado de Cataluña, siendo la preeminencia del Reino de Valencia en el espacio de la vieja confederación una cuestión de menor importancia.
El reinado de Felipe II marcaría, en cambio, el inicio de un proceso de deterioro, la crisis económica que comienza en Castilla en 1580 y los elevados impuestos que se atenazan sobre el reino vecino, llevando a este a una gran pérdida de población, llegando la meseta y salvo Madrid, a tener menos población en la actualidad que antes de 1580; la economía de Cataluña se resiente, pero se mantiene la unidad del reino. Entre los elementos más negativos de este periodo destacan la piratería berberisca sobre las zonas costeras y el bandolerismo en las zonas interiores. La nueva dinámica y las nuevas fidelidades que generaba originaron también un retroceso en la lengua y en la cultura catalanas, que iniciaron una etapa de decadencia, tras la pujanza de los siglos anteriores.
Durante el reinado de Felipe II, hubo catalanes, como Luis de Requesens que participaron activamente en la política exterior «las Españas» (o de los reinos españoles), tanto diplomáticamente como por el uso de las armas, como súbditos de la corona y del rey.

### SigloXVII

Cataluña en un mapa del de Jan Baptist Vrients

En 1600, y ya desde 1580 la crisis económica había minado a los reinos peninsulares unificados bajo un solo rey; el ejército, los tercios, seguían siendo una fuerza de élite, pero ya no disponían de la abrumadora superioridad tecnológica del siglo XVI, el norte de Flandes se había independizado y en América los reinos españoles mantenían la superioridad, pero sufrían el acoso de piratas y la expansión inglesa, francesa y neerlandesa. Mientras que en Asia se perdían factorías de puestos portugueses, con peor defensa posible que los americanos (con más población fiel a la corona y con fácil apoyo entre sus partes). En esta tesitura comienza en 1618 la guerra de los Treinta Años, y que llevaría a la Francia de Richelieu, y al francés como potencias Europeas de primer nivel, rompiendo la supremacía de las dos superpotencias hasta la época (el Imperio otomano y el Imperio español). Europa pasa al equilibrio entre potencias; y esto gracias a la habilidad en la política internacional de Richelieu, al dinero del Reino de Francia, a la división religiosa y al poderío militar del reino de Suecia, que imprimió la primera derrota en batalla campal a los tercios. En 1648, al final de la guerra de los Treinta Años, tras la paz de Westfalia, se abre un nuevo mundo de equilibrios de poder.

#### Sublevación de Cataluña (1640)

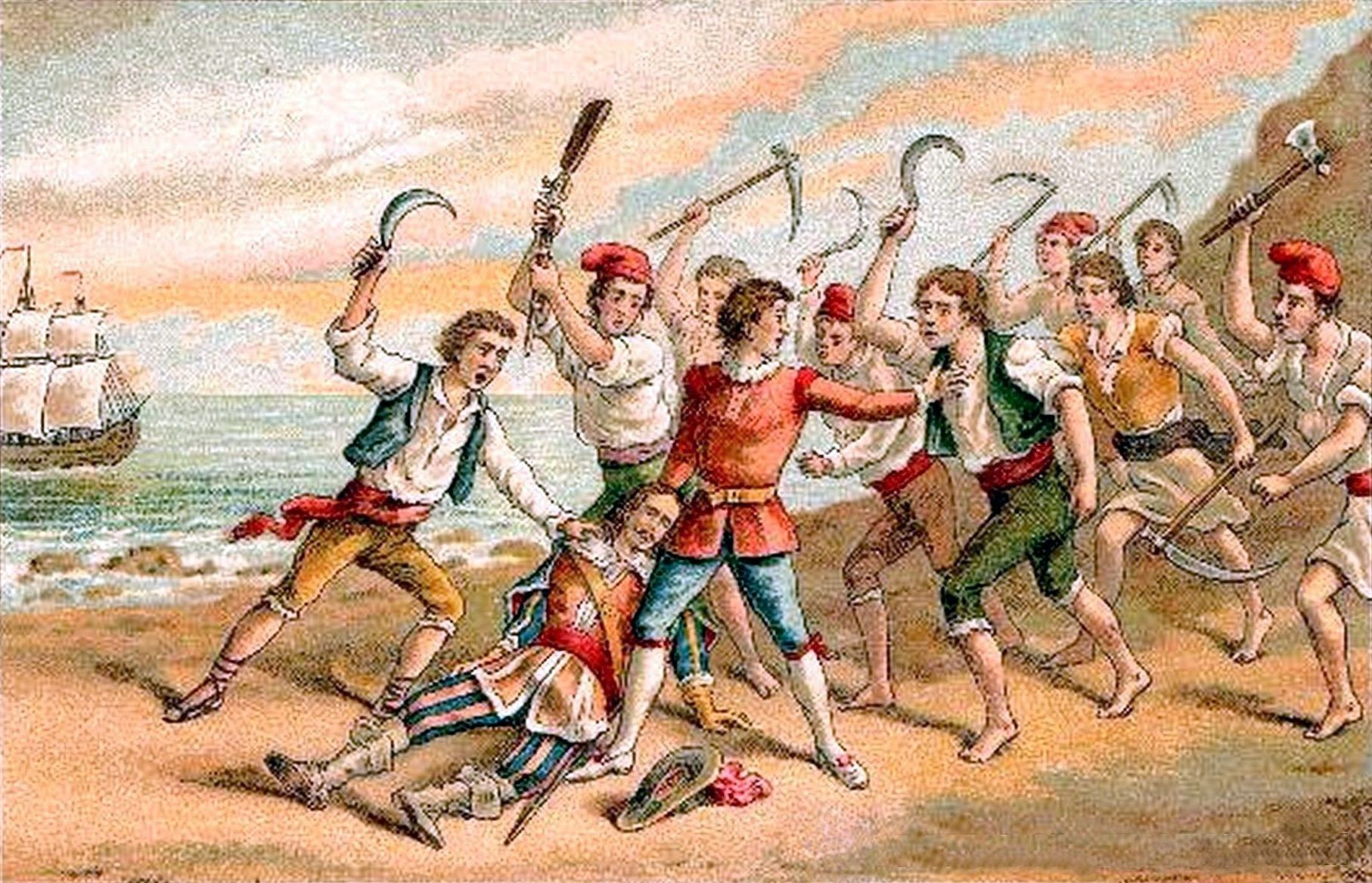
La Guerra de los Segadores, «Corpus de Sangre» de H. Miralles (1910), similares a la Guerra de las Comunidades de Castilla y las Germanías

Con el Tratado de los Pirineos, España y Cataluña pierden el Rosellón a favor de Francia hasta nuestros días.

La crisis económica, los nuevos impuestos y las nuevas necesidades militares llevan a que se produzca un levantamiento popular en Cataluña. Las razones de fondo son de dos tipos, en primer lugar por las llamadas «causas antiguas» (reducción de los privilegios medievales de la nobleza desde la unión de Aragón y Castilla, no convocatoria y presidencia de las Cortes Catalanas, introducción de algunos de los impuestos que se pagaban en Castilla, y la introducción en Barcelona de la Inquisición nueva en sustitución de la vieja Inquisición que ya operaba desde la Edad Media, y que fue el modelo por el cual se implantó la Inquisición en Castilla en la época de los Reyes Católicos); y «causas nuevas» (la presencia en territorio catalán de tropas extranjeras a sueldo del rey, considerando como tales a castellanas y aragonesas necesarias para defender las fronteras contra Francia en la guerra, pero nunca deseables en tu territorio, y el desempeño de cargos públicos por personas no catalanas. Y en segundo lugar por la política centralizadora del Conde-duque de Olivares, que pretendía unificar los reinos de Aragón y Castilla, reorganizar y subir el pago de impuestos para mantener la guerra de los treinta años. Se pueden resumir los principales problemas en crisis económica, el malestar de la guerra, la presencia de tropas para proteger la frontera contra Francia, dadas a los abusos de los ejércitos de la época; y la petición de nuevos impuestos y levas para mantener el esfuerzo militar durante la guerra.

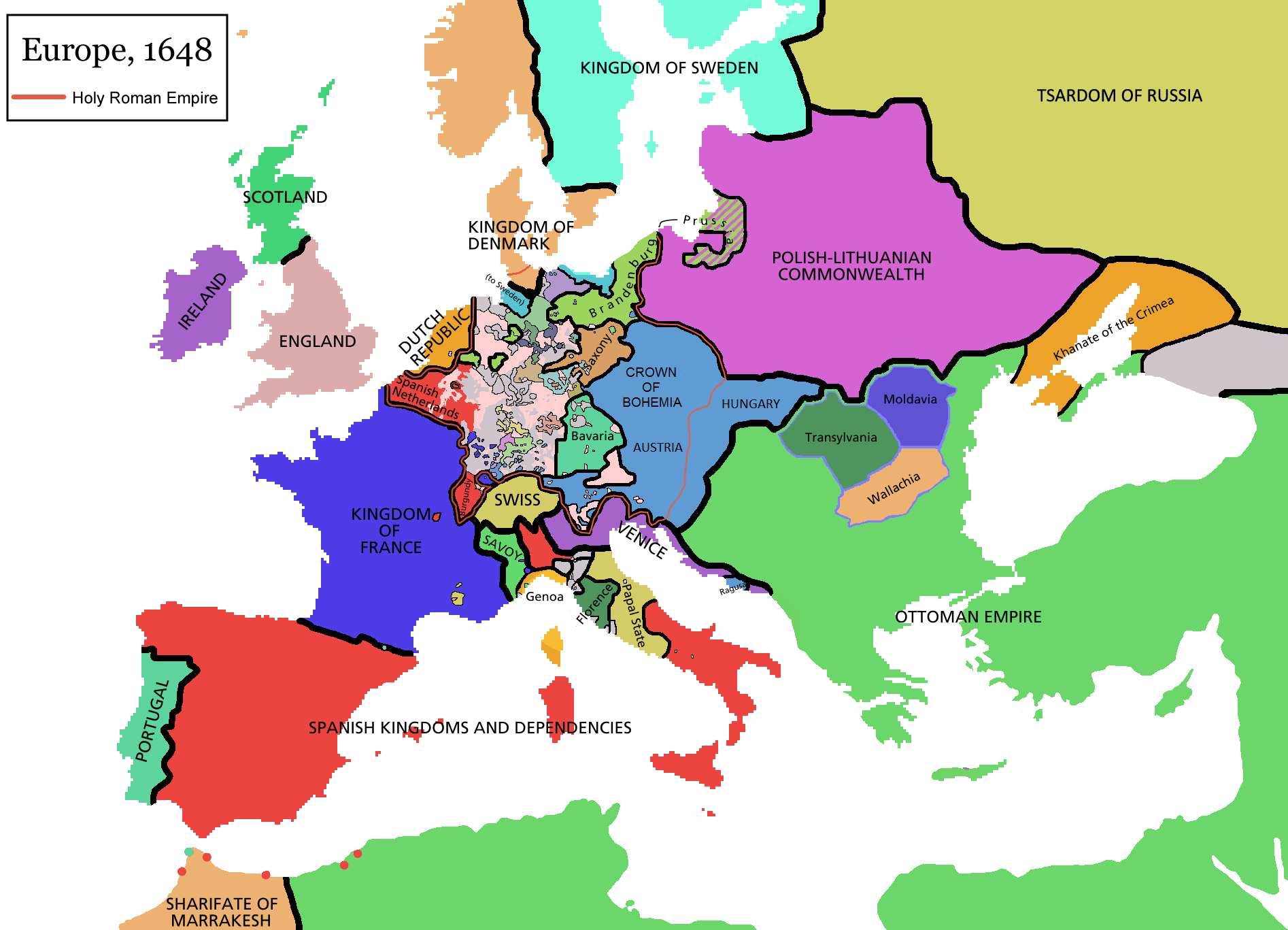
Un mapa simplificado de Europa después de la Paz de Westfalia en 1648 (incluye algunas fronteras derivadas de la Paz de los Pirineos de 1659)

Durante la guerra existente entre Francia y España desde 1635, los franceses invadieron el Rosellón al mando de Condé y se apoderaron de la villa y la plaza de Salses. Los catalanes levantaron sus somatenes y formaron, con ayuda de soldados reales, un ejército de 25 000 a 30 000 soldados al mando del virrey Santa Coloma, que recuperó la plaza el 6 de enero de 1640, tras lo que Olivares pretendió llevar la guerra al interior de Francia y forzar la paz. Con esta intención se ordenó una leva forzosa de unos 5000 soldados catalanes, enervando aún más los ánimos, con lo que a mediados de marzo los conselleres (Pau Claris) y la Diputación emprendieron negociaciones secretas con el Cardenal Richelieu, primer ministro de Francia, que fueron ratificadas a finales de mayo.
En 1640 comienza la revuelta de Independencia en Portugal con apoyo de Francia e Inglaterra. Un gran éxito para la diplomacia internacional francesa que abre un nuevo frente para las tropas del rey de España, que ya había visto como comenzaba una revuelta en Nápoles y Sicilia.
El 22 de mayo (1640) llegaron a Barcelona 3000 campesinos del Vallés armados y encabezados por los obispos de Vich y Barcelona. De regreso al Ampurdán, asesinaron a los oficiales del rey refugiados en los conventos obligándoles a retroceder hacia el Rosellón cometiendo estos, actos de venganza en Calonge, Palafrugell, Rosas y otros pueblos.
El 6 de junio, que era la festividad de Corpus (día que posteriormente ha sido recordado con el nombre de Corpus de Sangre), los segadores entraron en la ciudad de Barcelona en busca de trabajo en la siega, siendo acompañados por rebeldes armados, cometiendo distintos saqueos y asesinatos, con una respuesta de los soldados del rey que apresan a un segador prófugo de la justicia por asesinato. La resistencia de los segadores contra la detención de su compañero, los disturbios y combates posteriores y los incidentes sangrientos dan origen a la guerra civil entre los catalanes realistas y los catalanes independentistas y que simpatizaban con el espíritu del levantamiento, aunque el levantamiento comenzó en un primer momento como una revuelta contra las tropas del rey, contra la nobleza y la burguesía, que sufrieron numerosos asaltos, saqueos y asesinatos a manos de los levantados en los primeros momentos.
El embajador francés, Du Plessis Besancon, se reunió en Barcelona con el presidente de la Generalidad, Pau Claris, con la intención de convertir a Cataluña en república independiente bajo la protección de Francia. Se alcanzó un acuerdo mediante la firma del tratado el 16 de diciembre de 1641 y Cataluña se sometió a la soberanía del rey Luis XIII de Francia.
A finales de 1642 murió Richelieu y, pocos meses después, el rey Luis XIII. Por su parte, Felipe IV prescindió del Conde-duque de Olivares. Todo ello marcó un cambio de tendencia en la guerra y, aunque las tropas francesas entraron en Cataluña como aliados de los catalanes, pronto fue evidente para éstos que los soldados franceses se comportaban de igual modo a como lo habían hecho los de Felipe IV.
Un año después fueron recuperadas Lérida y las comarcas leridanas, que no volvieron a caer en manos francesas.
En 1648 termina la guerra de los Treinta Años con la Paz de Westfalia, lo que deja libres a las tropas del rey para intervenir en la revuelta en Cataluña.
En 1649 los realistas avanzaron hasta casi Barcelona, donde el comportamiento de los franceses hizo inclinarse la balanza nuevamente a favor de Felipe IV produciéndose incluso varias conspiraciones en este sentido, siendo de destacar la protagonizada por doña Hipólita de Aragón, baronesa de Albi.
En 1651 don Juan José de Austria puso sitio a Barcelona recuperando en menos de un año Mataró, Canet, Calella, Blanes, San Feliu de Guíxols y Palamós. La Diputación general reconoció a Felipe IV, provocando la huida de Margarit (presidente de la Diputación tras la muerte de Clarís) y sus partidarios a Francia. La ciudad, en estado de peste después de un año de asedio, se rindió a don Juan de Austria el 11 de octubre de 1652, poco después, el 3 de enero de 1653, Felipe IV confirmó los fueros catalanes, con algunas reservas.
El fin de la guerra se saldó con la anexión del Rosellón, el Conflent, el Vallespir y parte de la Cerdaña a la Corona francesa, anexión confirmada en el Tratado de los Pirineos (1659), aunque en la Cataluña transpirenaica francesa los fueros catalanes fueron derogados en 1660 y el uso del catalán poco después, incumpliendo el rey Luis XIV de Francia este tratado.

#### Tratado de los Pirineos y partición de Cataluña
El Tratado de los Pirineos o Paz de los Pirineos fue firmado el 7 de noviembre de 1659 por parte de los representantes de Felipe IV de Castilla, Luis de Haro y Pedro Coloma, y los de Luis XIV de Francia, el Cardenal Mazarino y Hugues de Lionne, en la isla de los Faisanes (río Bidasoa), poniendo fin al litigio de la Guerra de los Treinta Años. Una de las consecuencias de este tratado fue la cesión a Francia del condado del Rosellón y parte del de la Cerdaña.
Felipe IV negoció este tratado sin consultar las Cortes Catalanas ni los afectados. De hecho, se lo escondió oficialmente hasta las Cortes de Barcelona de 1702, aunque fue público y notorio desde 1660, tal como consta en el Dietario de la Generalidad, donde la Diputación del General tuvo que hacer una embajada al Virrey de Cataluña para «darle la enhorabuena de la feliz nueva del ajuste de las paces entre España y Francia». Los territorios afectados conspiraron durante años para volver a unirse con el Principado, y las autoridades catalanas también se resistieron a aceptar la partición, que no pudo hacer efectiva hasta el año 1720.
El territorio catalán se dividía así en contra de la voluntad de las instituciones catalanas, contra el Juramento por las Islas, por el que las tierras del antiguo Reino de Mallorca no podían separarse de las de la Corona de Aragón, por la voluntad de la monarquía hispánica de ceder los territorios del norte de Cataluña a cambio de mantener las posesiones en Flandes. A diferencia de Gibraltar o Menorca, cedidas a Inglaterra en 1713 por el Tratado de Utrecht, ningún gobierno español ha pedido la restitución de los territorios norcatalanes cedidos en el Tratado de los Pirineos. A menudo se considera al Tratado de los Pirineos como parte de los Tratados de Westfalia, lo que se considera una consecuencia

### Guerra de Sucesión Española
Periodo borbónico (1700-1705)

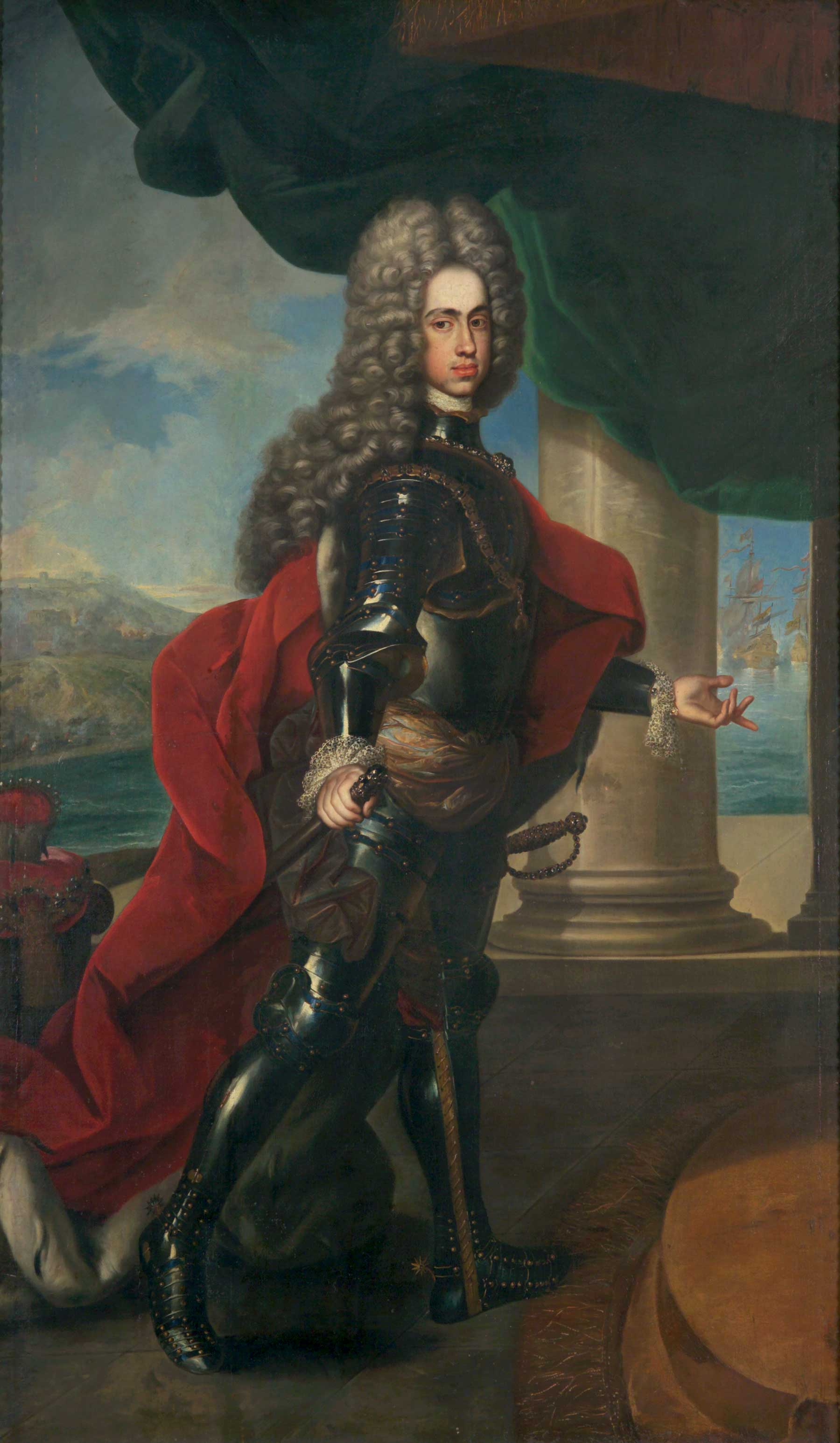
Retrato del archiduque Carlos ante el puerto de Barcelona, óleo de Frans van Stampart, Museo de Historia del Arte de Viena. Tras el Tratado de Utrecht, España pierde los territorios europeos que poseía, incluidos los que habían pertenecido a la Corona de Aragón

Con la muerte del rey Carlos II y su sucesión por parte de Felipe V (1700), nieto de Luis XIV (proclamado conde de Barcelona por la sublevación de 1640) se instaló en el trono hispánico una nueva dinastía, la Casa de Borbón, reinante en Francia, que sustituía a la de los Habsburgo. Esta circunstancia llevó a la formación de la Gran Alianza de La Haya por parte de Inglaterra, las Provincias Unidas y el Sacro Imperio Romano Germánico a favor de los derechos del archiduque Carlos de Austria, iniciándose así la Guerra de Sucesión Española.
Aunque en Cataluña se aceptó inicialmente a Felipe V, y éste había jurado y prometido guardar sus fueros, las clases dirigentes catalanas fueron desconfiando por lo que percibían como formas absolutistas y centralistas del nuevo monarca, así como por la política económica pro-francesa.
Periodo austriacista (1705-1714)
La oposición al monarca que culminó con el ingreso del Principado (pacto de Génova) y de toda la Corona de Aragón (salvo el Valle de Arán y algunas ciudades), en la Alianza de La Haya. Así, mientras en los reinos de Castilla y de Navarra Felipe V era comúnmente aceptado, en la Corona de Aragón, Carlos, instalado en Barcelona tras haberla invadido con el Sitio de Barcelona (1705), era reconocido como rey con el nombre de Carlos III. Aunque el apoyo al archiduque en la Corona de Aragón no fue unánime (ciudades como Cervera permanecieron fieles a Felipe V), sí fue abrumadoramente mayoritario.
La guerra se desarrolló en Europa y en la península con diversas alternancias para ambos bandos. Sin embargo, Gran Bretaña se conformaba con la obtención de nuevas bases navales (Gibraltar y Menorca) y con que los borbones no acumulasen los numerosos territorios de las dos coronas. La causa de Carlos perdió apoyos y el propio pretendiente perdió interés al heredar la corona de Austria. Los tratados de Utrecht (1713) y de Rastatt (1714) dejaron a la Corona de Aragón internacionalmente desamparada frente al poderoso ejército franco-castellano de Felipe V, quien ya había manifestado su intención de suprimir las instituciones tradicionales. A pesar de la resistencia a ultranza, como ocurrió con Aragón y Valencia (1707), todo el territorio catalán fue invadido y Barcelona finalmente capituló el 11 de septiembre de 1714.

### SigloXVIII

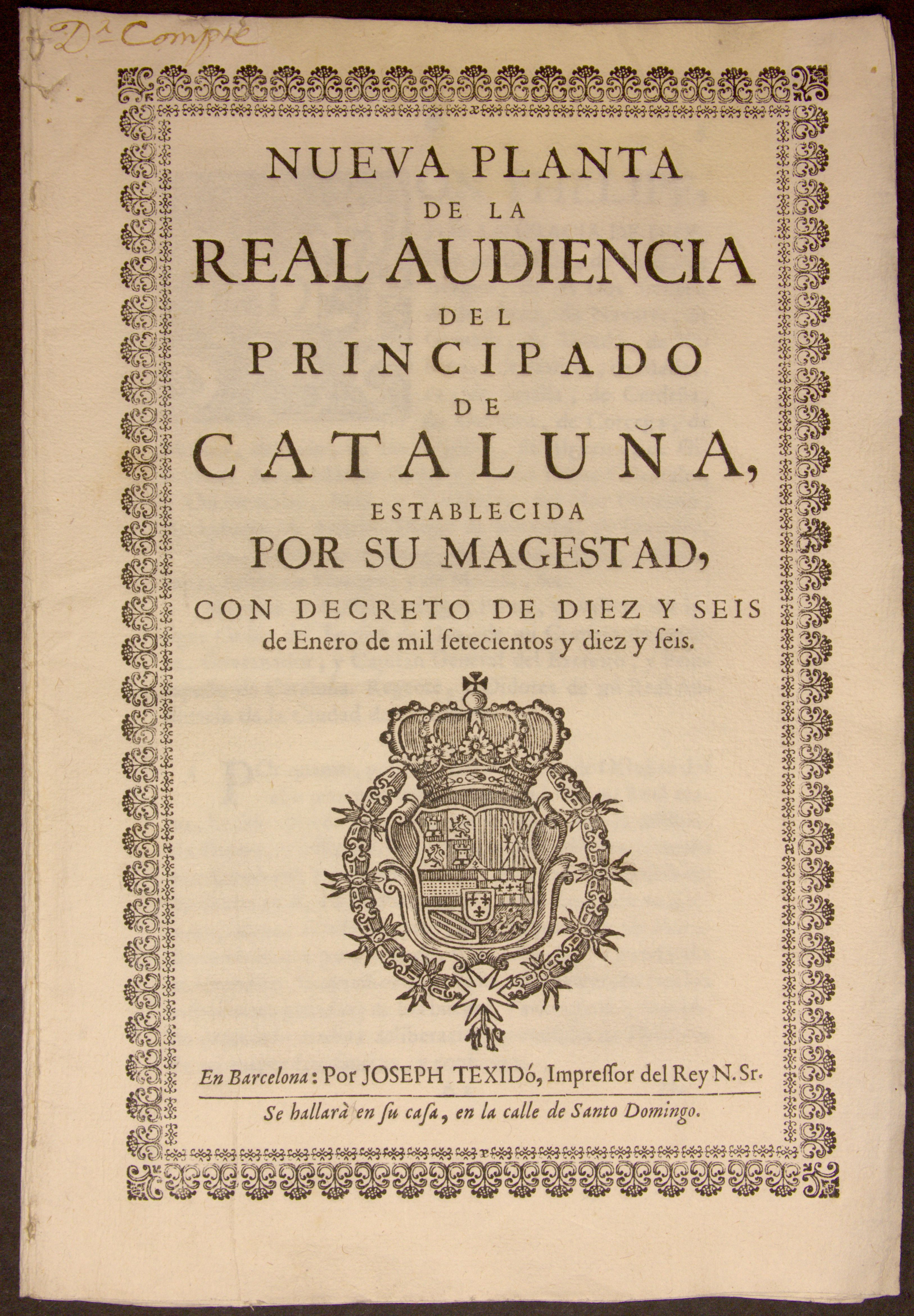
Nueva Planta de la Real Audiencia del Principado de Cataluña

Con los Decretos de Nueva Planta (Aragón y Valencia en 1707, Cataluña en 1716), se produjo la abolición de las instituciones y libertades civiles catalanas, se extendieron a los diversos territorios de la Corona de Aragón buena parte de las instituciones castellanas. Sin embargo, el derecho civil catalán (al igual que el aragonés) fue respetado por el monarca.
Todos los territorios de la Corona de Aragón pasaban a tener una nueva estructura territorial y administrativa a imagen de la de Castilla (excepto en el Valle de Arán); se instauraba el catastro y otros impuestos por los que la monarquía conseguía por fin sus objetivos de control económico y se centralizaban todas las universidades catalanas en Cervera, como premio a su fidelidad y para controlar mejor a las élites cultivadas, situación que se prolongó hasta 1842.
A pesar de la difícil situación interna, Cataluña lograría a lo largo del siglo XVIII una notable recuperación económica, centrada en un crecimiento demográfico importante, un aumento considerable de la producción agrícola y una reactivación comercial (especialmente gracias al comercio con América, abierto solo a partir de 1778), transformaciones éstas que marcarían la crisis del Antiguo Régimen y posibilitarían después la industrialización, un primer proceso de la cual se daría en el siglo XVIII, especialmente centrado alrededor del algodón y otras ramas textiles.
A finales de siglo, sin embargo, las clases populares empezaron a notar los efectos del proceso de proletarización que ya se manifestaba, lo cual dio lugar a diferentes situaciones críticas hacia finales de ese siglo. En la década de los noventa se iniciaron además nuevos conflictos en la frontera con Francia, derivados de las consecuencias de la Revolución francesa.

## 

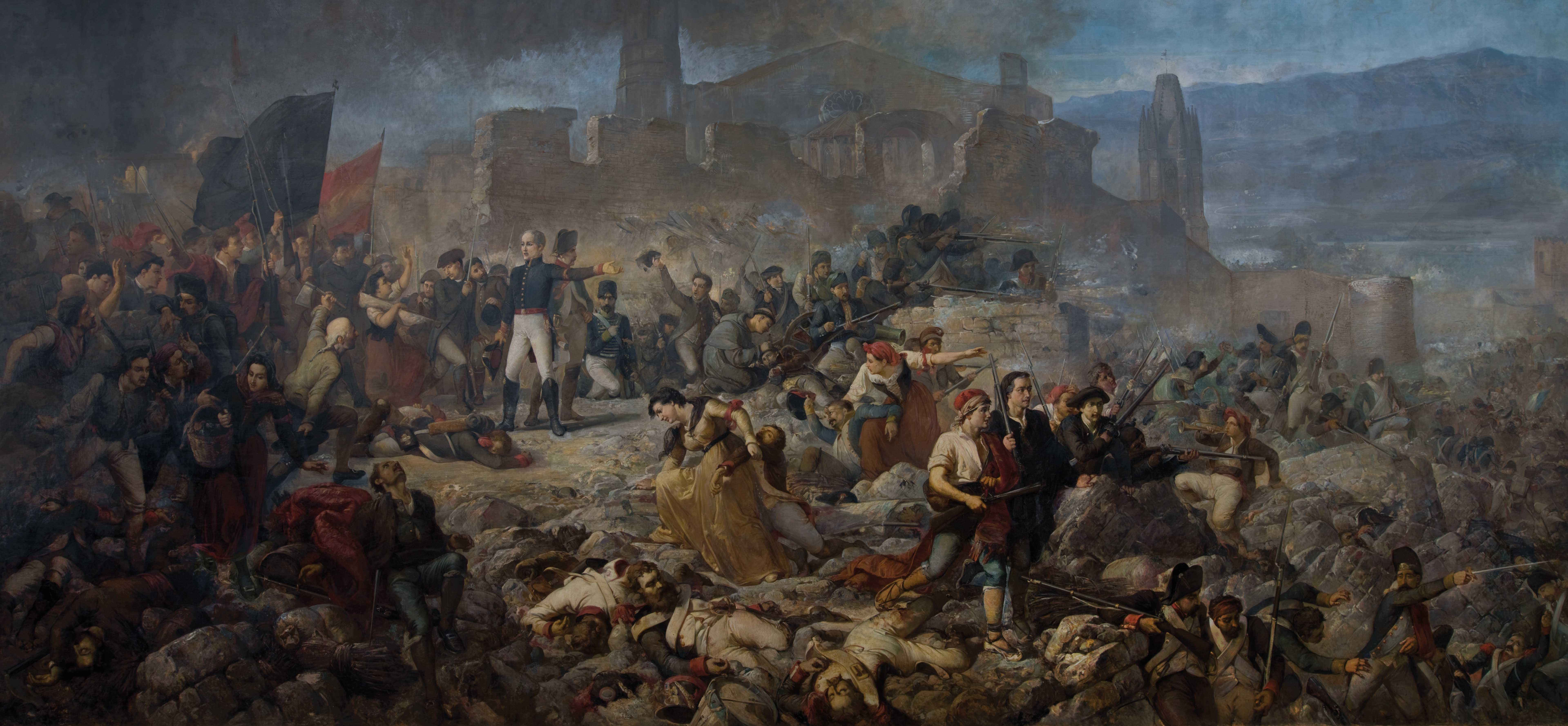
El gran día de Gerona, pintura al óleo de Ramón Martí Alsina,, representando la resistencia en el Sitio de Gerona, durante la Guerra de la Independencia Española, el 19 de septiembre de 1809

## SigloXIX

### Guerra de Independencia Española
En 1808, Cataluña fue ocupada por las tropas de Duhesme, general de Napoleón, tras el comienzo de la Guerra de Independencia Española en Móstoles. El 26 de enero de 1812, Cataluña fue incorporada al Imperio Francés y dividida en 4 departamentos: Bouches-de-l'Èbre, Montserrat, Sègre y
Ter. Al igual que en el resto de España, la mayoría de la población catalana se rebela contra la ocupación. Entre los hechos de armas destacan la batalla del Bruch en 1808 y los tres asedios a que es sometida Gerona, defendida en el tercer sitio por sus habitantes bajo la dirección del general Álvarez de Castro, ayudado externamente por el capitán Juan Clarós y sus 2500 hombres. Durante el mismo, los franceses perdieron gran cantidad de hombres y medios antes de conseguir rendirla por el hambre, las epidemias y el frío el 10 de diciembre de 1809. El dominio francés se extendió hasta 1814, cuando el Duque de Wellington firmó el armisticio por el cual los franceses debían abandonar Barcelona y otras plazas fuertes que habían ocupado hasta el último momento. El 28 de mayo de 1814 las tropas se retiraron al mando del general Pierre Joseph Habert.

### Reinado de Fernando VII

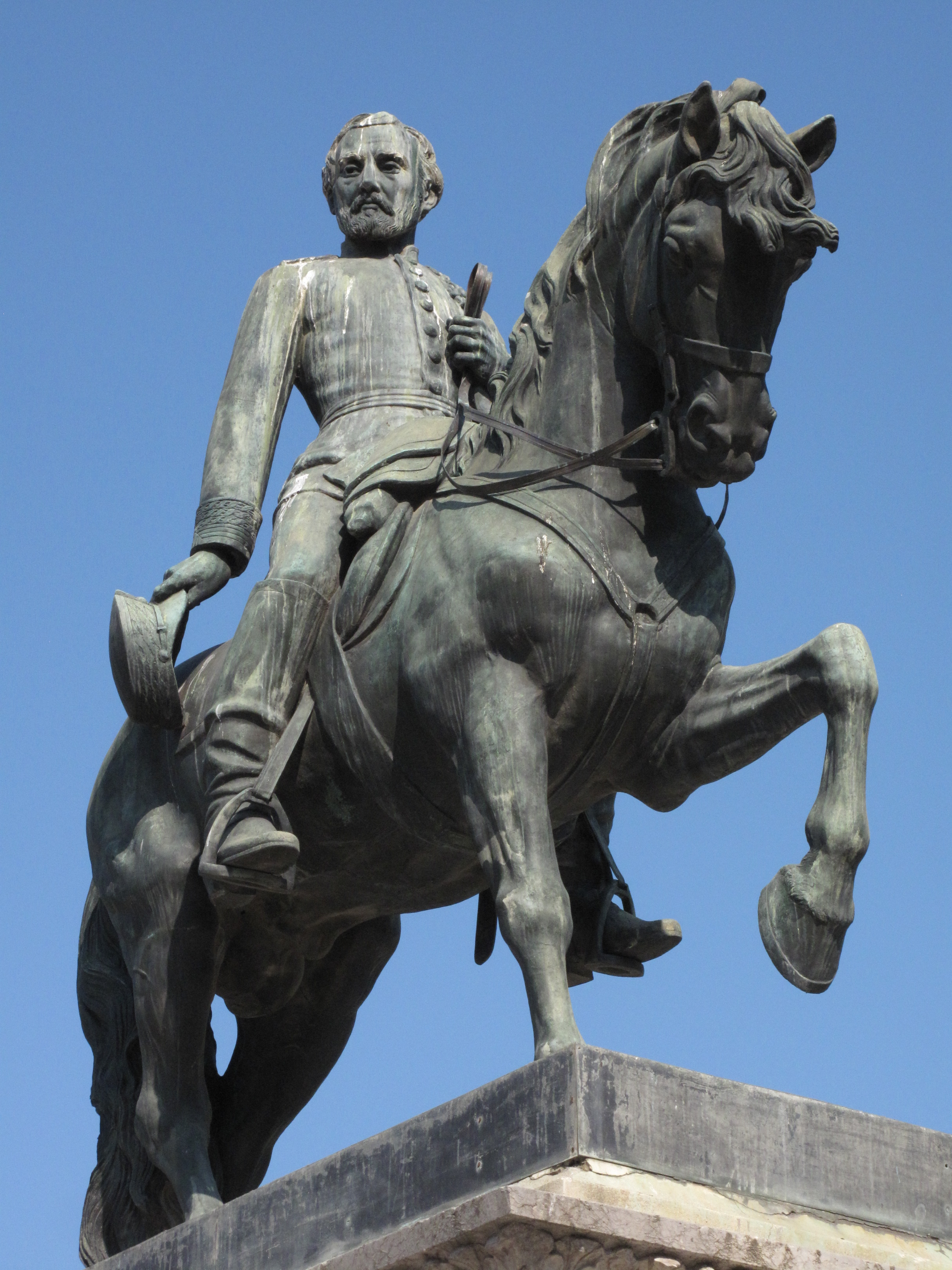
Estatua ecuestre del General Prim en el parque de la Ciudadela de Barcelona

Durante el reinado de Fernando VII (1808-1833) se sucedieron diversas sublevaciones en territorio catalán y tras su muerte, el conflicto por la sucesión entre el infante Carlos María Isidro y los partidarios de Isabel II dio lugar a la primera guerra carlista, que se prolongaría hasta 1840 y que sería especialmente virulenta en territorio catalán. La victoria de los liberales sobre los carlistas dio pie al desarrollo de la revolución burguesa bajo el reinado de Isabel II. Los vencedores se dividieron pronto en moderados y progresistas, mientras que en Cataluña se empezaba a desarrollar el republicanismo. Durante esta época, la industrialización avanza en Cataluña a mayor velocidad que en el conjunto de España, dando lugar al surgimiento de una nueva clase social, el proletariado, que soportaría condiciones de vida y trabajo muy duras.

### Reinado de Isabel II
El desarrollo del reinado de Isabel II, marcado por la corrupción, la ineficacia administrativa, el centralismo y las tensiones políticas y sociales,[cita requerida] se tradujo en un progresivo aumento de la agitación social y en el desarrollo de la ideología republicana y federal. 
- Segunda guerra carlista (1846-1849)

El descontento estalló la Revolución de 1868, también conocida como La Gloriosa, que causó la caída de Isabel II y dio lugar al comienzo del Sexenio Revolucionario.

### Sexenio Revolucionario

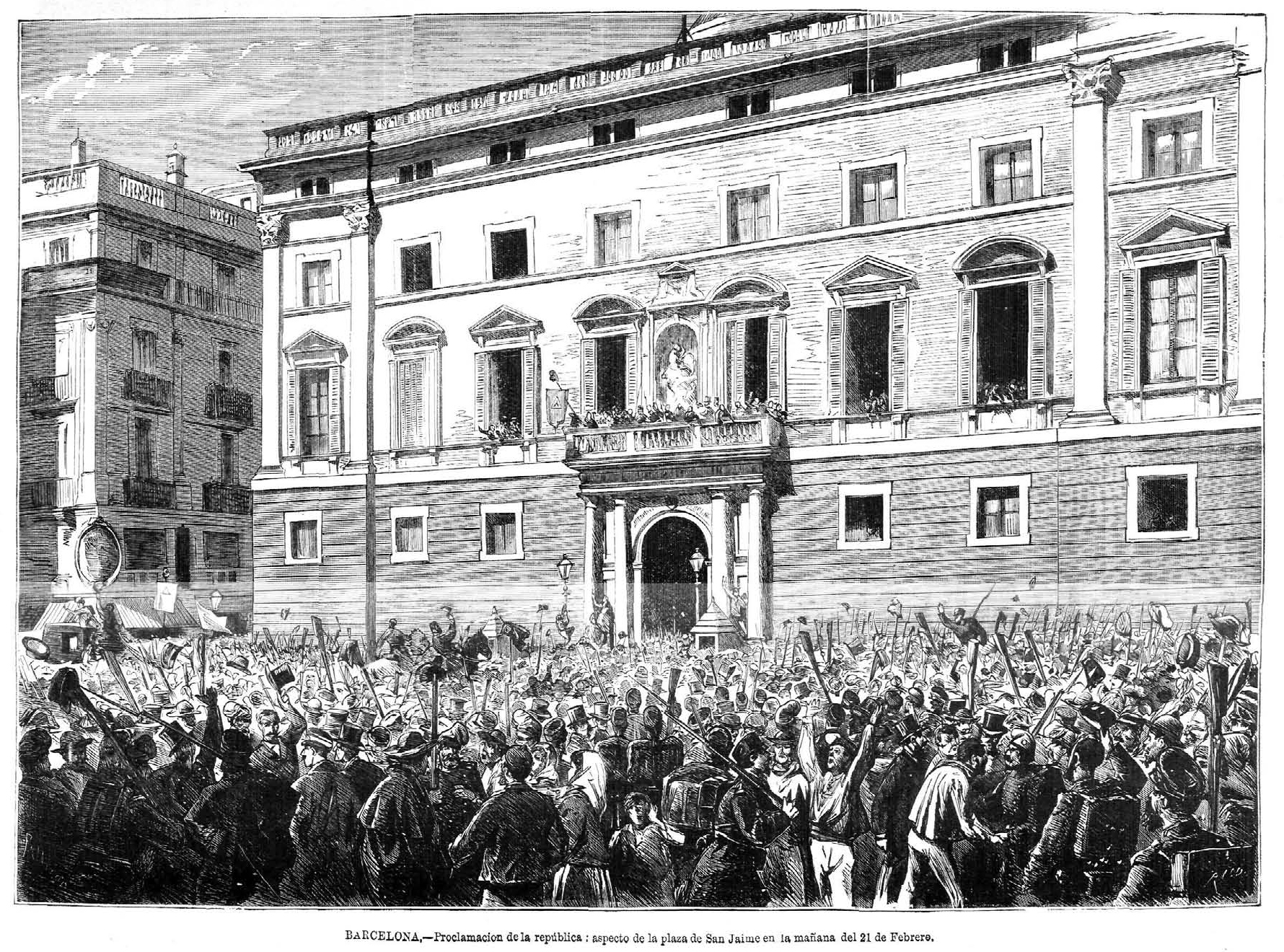
Proclamación de la Primera República Española en Barcelona, plaza de San Jaime, febrero de 1873

La temporal coalición de liberales moderados, progresistas y republicanos que había derribado a Isabel tuvo enormes dificultades para decidir la forma de gobierno. Finalmente, siendo jefe de Gobierno el general Prim, catalán de Reus y eterno conspirador, se decidió mantener la monarquía en la persona de Amadeo de Saboya. Sin embargo, el asesinato de Prim privó al nuevo monarca de su principal apoyo antes de llegar a España. El estallido de la tercera guerra carlista agravó la situación. La oposición cruzada de los monárquicos alfonsinos y carlistas, por un lado, y los republicanos y movimientos obreros, por otro, obligaron a Amadeo a abdicar al cabo de sólo dos años y cuatro meses de subir al trono. El enfrentamiento entre las diversas opciones monárquicas favoreció la proclamación de la Primera República Española. Ésta tuvo que afrontar la insurrección armada de los carlistas, las conspiraciones de los alfonsinos y la agitación de los movimientos obreristas vinculados a la Primera Internacional, así como la división de los mismos republicanos en unitarios y federalistas. Además, tanto bajo la monarquía de Amadeo como durante la misma República, en Cataluña se suceden diversos intentos separatistas que fueron neutralizados por los distintos gobiernos. Los gobiernos se suceden vertiginosamente y la República se encaminaba hacia el federalismo.
- Tercera guerra carlista (1872-1876)

#### Revolución Industrial de Cataluña

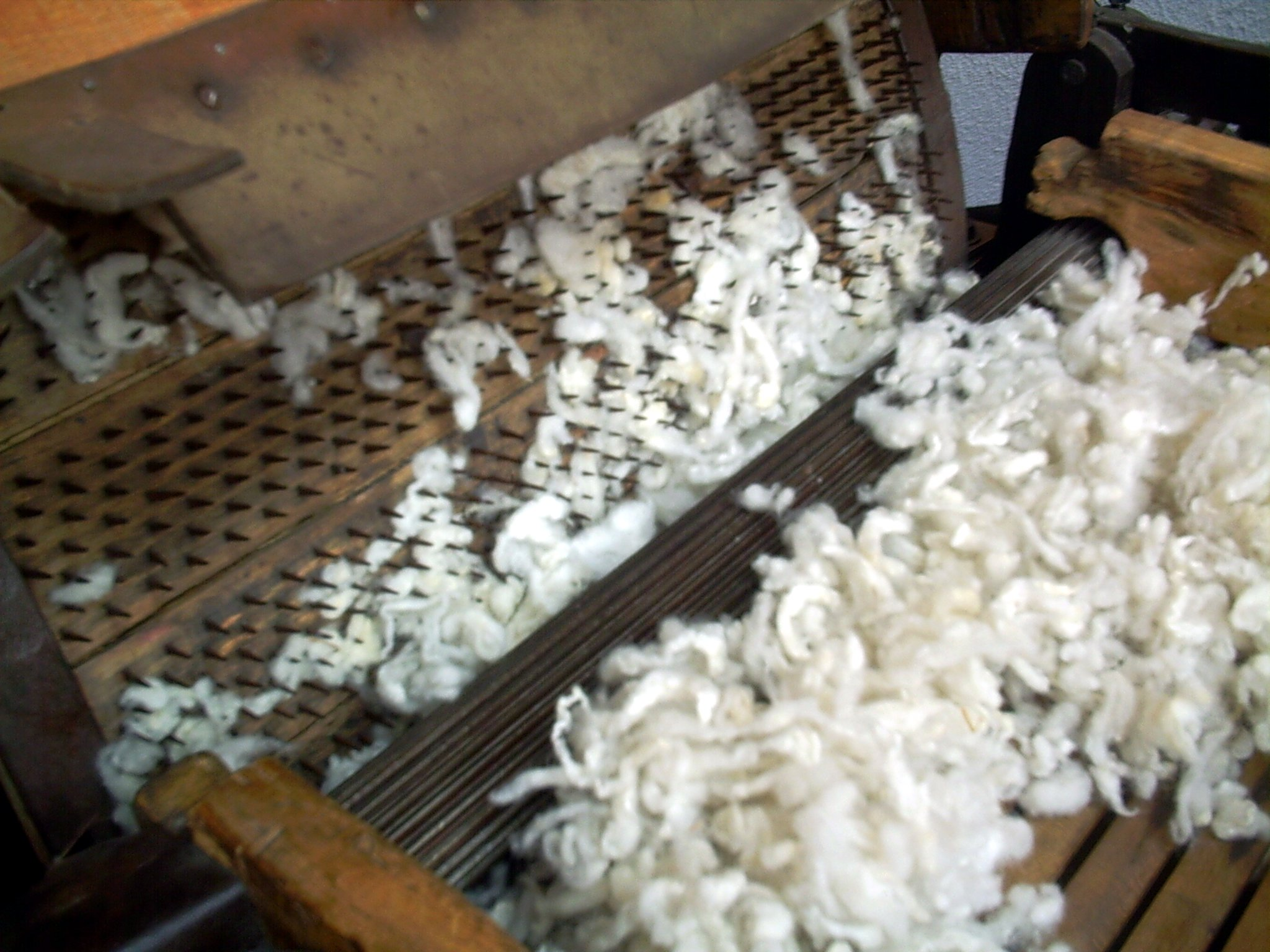
Algodón en una abridora en la antigua fábrica textil del Vapor Aymerich, Amat i Jover, ahora sede del Museo de la Ciencia y de la Técnica de Cataluña en Tarrasa

La Revolución Industrial de Cataluña, o la era del vapor, se produjo entre 1840 y 1891, lo que convirtió Cataluña en uno de los territorios de mayor dinamismo industrial y se incorporó al grupo reducido de las regiones europeas que alcanzaron antes de 1860 unos niveles de industrialización elevados. La Revolución Industrial fue posible por el renacimiento económico que experimentó la sociedad y la economía catalana durante el siglo XVIII.
El aumento de la demanda y la transformación del sistema productivo, con una movilización importante de la iniciativa, trabajo y capital fueron elementos centrales.
Durante la primera etapa del proceso de industrialización, desde la finalización de la Revolución Liberal hasta la virada nacionalista del capitalismo español (1891), las relaciones económicas con el resto de España se intensificaron mucho decididamente. La integración económica progresó al mismo tiempo que se avanzó en la unificación del ámbito administrativo, fiscal y financiero. El desarrollo de las infraestructuras modernas, especialmente gracias a la construcción de la red ferroviaria, incentivó esta dinámica.
El crecimiento económico catalán fue resultado, en gran parte, de la rápida integración en la economía española. Las ventas de los productos de la nueva industria conformaron la corriente más activa de estas relaciones. También aumentaron las conexiones con el mercado colonial de Cuba y Puerto Rico y, aunque de forma limitada, el tráfico con el resto del mundo.

### Primera República Española (1873-1874)
Paralelamente al rebrote del catalanismo, en todo el Estado surge una nueva manera de entender el Estado español: el federalismo.
Francesc Pi i Margall, un catalán instalado en Madrid y uno de los presidentes de la Primera República Española fue el gran ideólogo del federalismo en España, que definía que sólo el pacto federal libremente establecido entre las diversas regiones españolas podía garantizar el respeto total a la realidad plural del Estado.
En Cataluña, por el contrario, el federalismo fue una de las caras que adoptó el catalanismo político. Una ideología populista e interclasista, que estaba estrechamente relacionada con los inicios del movimiento obrero. El federalismo catalán vivió una época gloriosa: el Sexenio Revolucionario. Durante este período se produjo una división entre federalistas, los moderados y los radicales. Ambos eran partidarios de la federación, pero los radicales exigían como paso previo a la igualdad la independencia, para poder decidir libremente la federación posterior. Los moderados preferían un federalismo impulsado desde el gobierno central.
En 1873, a raíz de la proclamación de la Primera República Española, un grupo de federalistas intransigentes intentaron, desde la Diputación de Barcelona, proclamar el Estado Catalán.

### Reinado de Alfonso XII (1874-1885)

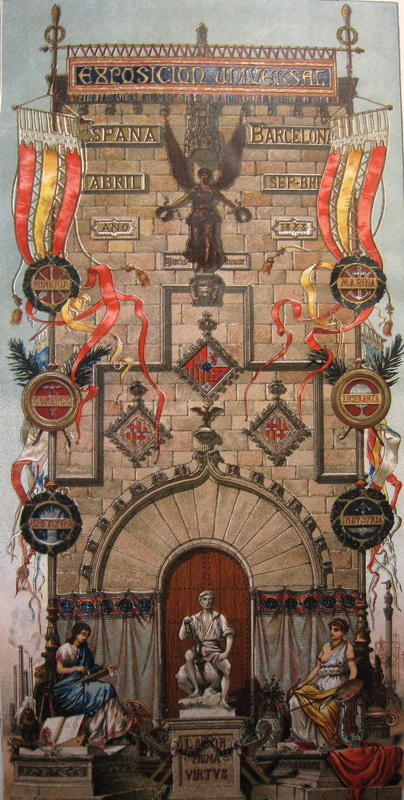
Exposición Universal de Barcelona (1888)

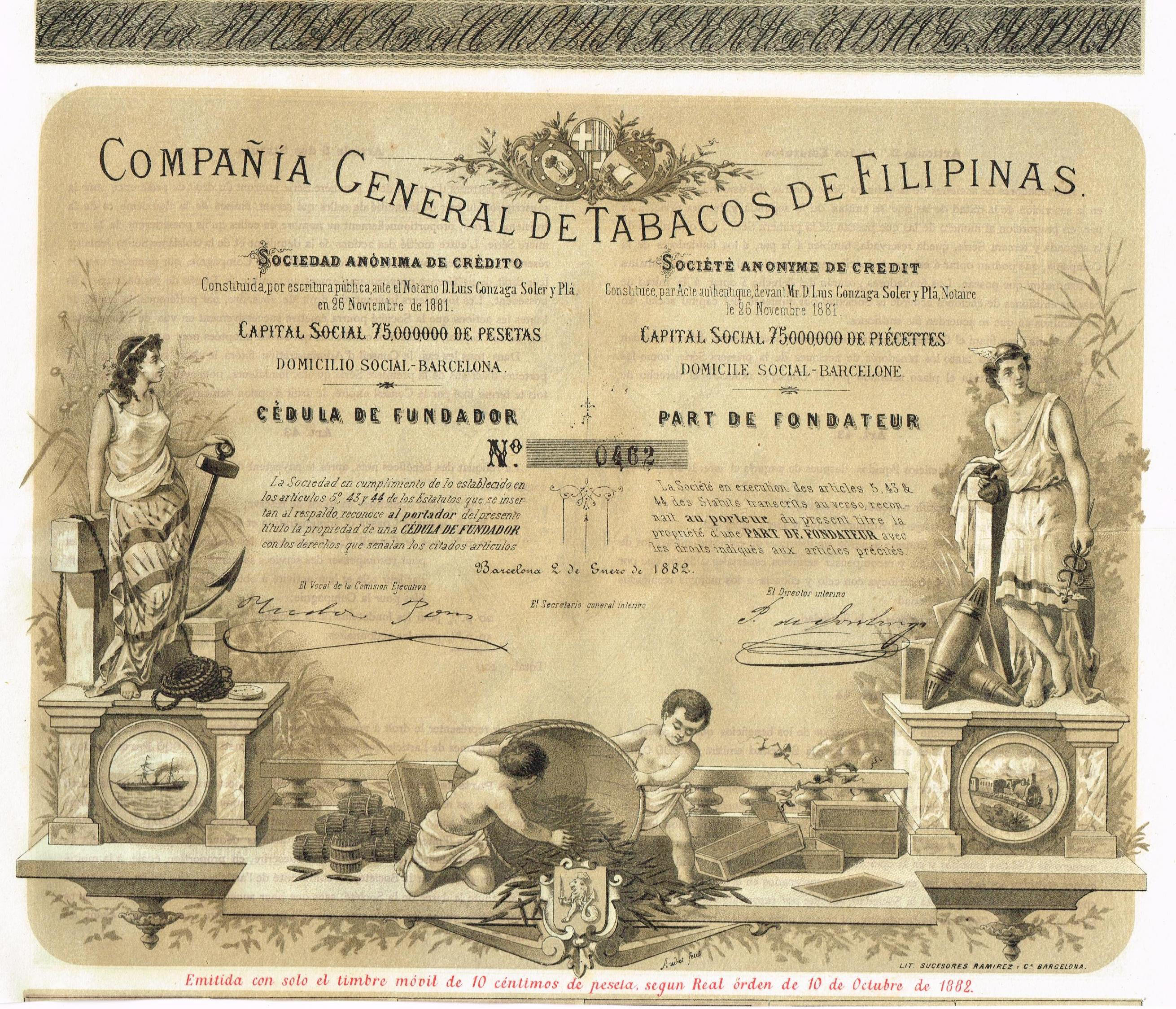
Cédula de Fundador de la Compañía General de Tabacos de Filipinas, por Antonio López y López, Marqués de Comillas

En 1874, el pronunciamiento del general Martínez Campos en Sagunto dio paso a la Segunda Restauración Borbónica en el trono español, en la persona de Alfonso XII. Se abre así un periodo dominado por la figura política de Antonio Cánovas del Castillo, consiguiéndose una mayor estabilidad política. La conquista de la plaza carlista de Seo de Urgel supuso el fin de la guerra en Cataluña. Por otro lado, el nuevo régimen reprimió las protestas obreras. La tranquilidad obtenida con el sistema del turno de partidos se extendería hasta inicios del siglo XX, momento en que afloraría nuevamente la oposición política, especialmente de republicanos y catalanistas, y las tensiones sociales.

#### Renaixença
La industrialización estaría marcada por una grave escasez de recursos energéticos propios y la debilidad del mercado interior español, además de por las presiones para adoptar políticas proteccionistas que evitaran la competencia de productos extranjeros. A partir del segundo tercio del siglo se desarrolló también la Renaixença ('renacimiento'), un movimiento cultural de recuperación del catalán como lengua de cultura, que empezaba a superar así su larga etapa de decadencia.

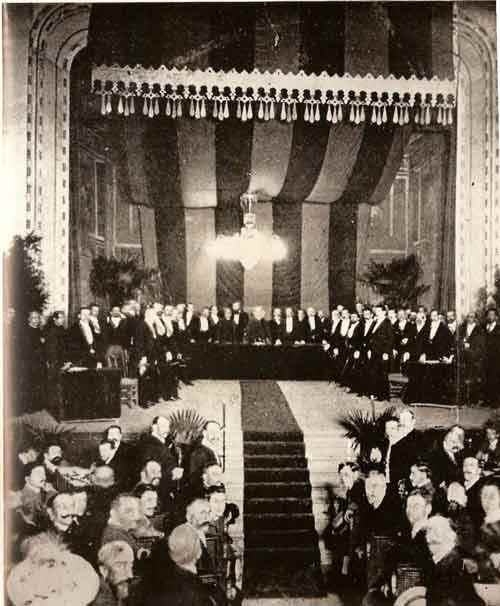
Inauguración del I Congreso Internacional de la Lengua Catalana

En esta etapa inicial del catalanismo político, la personalidad más notoria es Valentí Almirall, quien participó activamente en la vida política al lado de los federales intransigentes o radicales oponiéndose al centralismo, la oligarquía y la especulación. Almirall pretendía regenerar Cataluña de modo que repercutiera en el resto del Estado, que imaginaba como una asociación de pueblos a modo de la Corona de Aragón, además es uno de los defensores de la raza catalana.
Almirall intentó unir las derechas y las izquierdas catalanistas, pero no lo consiguió porque existían demasiados divergencias entre las dos corrientes. Impulsó el Primer Congreso Catalanista, que se celebró en 1880, en el que se conjunta los diferentes grupos catalanistas: el federalismo republicano y la corriente apolítica, el literario, el propulsor de los Juegos Florales y de la revista La Renaixença [sic], pero las tendencias izquierdistas de Almirall hizo que el grupo de La Renaixença abandonara el Congreso y rompiera el entendimiento. Sin embargo, el Congreso tomó tres acuerdos fundamentales: crear una entidad aglutinadora del catalanismo —el Centro Catalán—, el comienzo de gestiones para constituir la Academia de la Lengua Catalana —que tendrá una corta vida—, y la redacción de un documento en defensa del catalán, que a partir de este momento se llamará catalán a la lengua llemosina, a pesar de la existencia de otras lenguas habladas en Cataluña.
Posteriormente, Valentí Almirall impulsó el Segundo Congreso Catalanista, que se declaró partidario de la cooficialidad del catalán en Cataluña, proclamó la existencia de Cataluña como realidad por encima de divisiones administrativas y condenó la militancia de catalanistas a partidos de ámbito estatal. Este último hecho impulsó la creación de partidos de ámbito únicamente catalán, inexistentes hasta el momento. La época gloriosa del Centro Catalán y de Almirall culminó con el Memorial de Agravios y la publicación «Lo catalanisme».
Nacimiento del catalanismo político

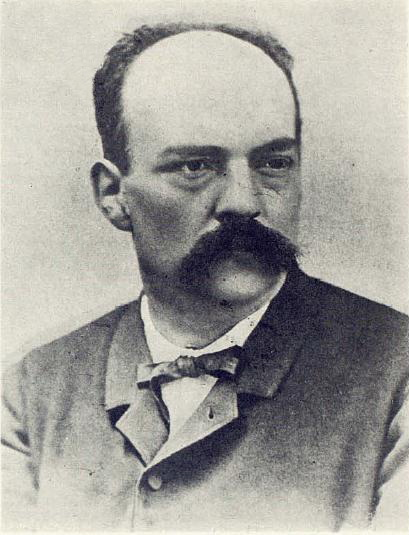
Valentí Almirall, considerado como el fundador del catalanismo político

El siglo XIX ve también la primera vertebración del catalanismo como un movimiento político. En este proceso destacaron tres sectores principales:
- El Republicanismo federal. Liderado por Valentí Almirall con la publicación del Diario Catalán y la obra Lo catalanisme.
- La Iglesia, a través del movimiento encabezado por Torras i Bages y la colaboración de Jacinto Verdaguer. La publicación más destacada de este periodo es «La Veu de Montserrat».
- Los intelectuales, mediante el grupo liderado por Àngel Guimerà y la revista La Renaixença.

En 1880 tiene lugar el Primer Congreso Catalanista. Reclaman una escuela en lengua catalana para transmitir la cultura y la lengua. Esta demanda tiene una primera respuesta en 1882 con la creación del Centro Catalán, constituido por Valentí Almirall. En 1883 se reúnen en el Segundo Congreso Catalanista, dando paso al primer acto oficial en catalán: el Memorial de agravios. Se trata de un escrito pidiendo al rey, Alfonso XII, ciertos privilegios políticos. Los componentes del Centro Catalán querían conseguir el apoyo de la burguesía, pero eso fue inviable. La burguesía no hacía suyo el catalán medievalizante que hablaban e incluso surgió un movimiento llamado La Renaixença popular, burlándose de aquellos sectores más cultos.
Viendo que no conseguían el apoyo de la burguesía, los integrantes del grupo de La Renaixensa se separaron del Centro Catalán y crearon la Lliga de Catalunya, consiguiendo así el apoyo que buscaban. En 1888, aprovechando la visita de la Reina regente en Barcelona para la Exposición Universal, redactan el Mensaje a la Reina Regente, pidiendo autonomía política para Cataluña.

### Regencia de María Cristina de Habsburgo-Lorena (1885-1902)

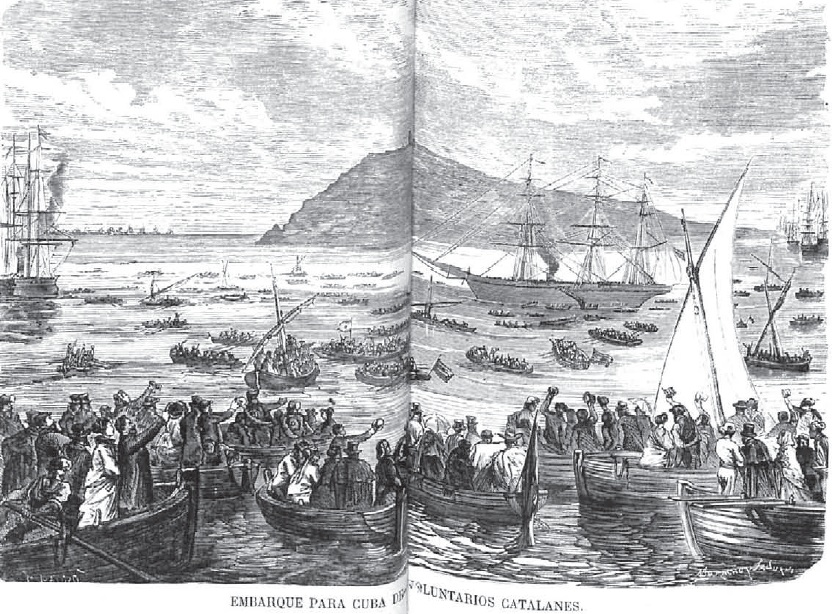
Embarque de voluntarios catalanes a Cuba

En 1887, tras ser derrotado en las elecciones a la Junta Directiva del Centro Catalán, el sector más conservador se escindió y, junto con un grupo de universitarios llamado Centro Escolar Catalanista crearon la Liga de Cataluña, los dirigentes de la que, más tarde se integraron en otro partido político catalán, la Lliga Regionalista. Partiendo de su iniciativa se creó la Unió Catalanista, que englobaba diversas entidades unidas por el catalanismo, divididos en dos tendencias: la gente de 'La Renaixensa', más culturalista y apolítica, y la Lliga de Catalunya, más partidaria de participar en la vida política. Los catalanistas de izquierdas, Almirall y los federalistas, no formaban parte. La Unió Catalanista convocó una asamblea en Manresa en 1892, donde se congregó buena parte de la burguesía catalana conservadora. En esta asamblea se aprobaron las Bases para la Constitución Regional Catalana, más conocidas como «Bases de Manresa». Estas bases marcaban las pautas a seguir para una futura 'Constitución regional catalana', es decir, un Estatuto. Estas bases expresan los planteamientos del regionalismo conservador y tradicionalista opuesto al sistema parlamentario basado en el sufragio universal. La posterior actuación de la Lliga Regionalista se fundamenta en estas bases.
En 1891 se fundó la Unió Catalanista, pero no se presentaron a las elecciones, ya que lo ven absurdo por las manipulaciones caciquistas y el pucherazo. Este partido redactó las Bases de Manresa, un programa de autonomía política para Cataluña. Àngel Guimerà pronunció un discurso pidiendo el catalán como lengua oficial y acto seguido, la burguesía retiró su apoyo a este partido por identificar la demanda de la lengua oficial con el republicanismo.
La Sublevación carlista de octubre de 1900, en Badalona, fue sofocada.

## SigloXX

### Reinado de Alfonso XIII (1902-1923)
El verano de 1909 se produce una revuelta popular conocida como la Semana Trágica, en que una huelga general degenera en actos de vandalismo que son reprimidos duramente.
La creciente conflictividad social degenerará a lo largo del reinado de Alfonso XIII, dando lugar desde 1917 a una intensificación de las tensiones y al desarrollo del pistolerismo, alentado desde la patronal contra los obreros y enfrentado al terrorismo anarquista. Ello desencadena una espiral de violencia que sólo se frenará con la llegada de la dictadura del general Primo de Rivera (1923-1930), apoyada en su inicio por la burguesía catalana.
Tras la caída de Primo de Rivera, la izquierda republicana y catalanista invirtió grandes esfuerzos para generar un frente unitario, bajo la figura de Francesc Macià. Así nació Esquerra Republicana de Catalunya, un partido que logró romper el abstencionismo obrero y consiguió un triunfo espectacular en las elecciones municipales del 12 de abril de 1931, que precederían a la proclamación de la Segunda República Española.

#### El catalanismo
En las décadas siguientes fue tomando cuerpo el catalanismo político, como culminación de un proceso de afirmación de la conciencia nacional catalana, las primeras formulaciones del cual fueron debidas al político republicano Valentí Almirall. En 1901 se formó la Liga Regionalista de Enric Prat de la Riba y Francesc Cambó, que impulsó la Solidaridad Catalana. En cuanto al movimiento obrero, el final del siglo XIX se caracteriza en Cataluña por tres tendencias: el sindicalismo, el socialismo y el anarquismo, a los cuales se suma, a inicios del siglo XX, el lerrouxismo. Ello conduce a que en las primeras décadas del siglo XX se distingan dos grandes líneas de fuerza, el catalanismo y el obrerismo.
El primero, bajo el liderazgo de Prat de la Riba, consiguió una primera plataforma de autogobierno desde 1716: la Mancomunidad de Cataluña (1913-1923), presidida primero por éste, y más tarde por Josep Puig i Cadafalch. El obrerismo encontró en el anarcosindicalismo la síntesis aglutinadora de anarquistas y sindicalistas, los dos sectores mayoritarios del movimiento obrero, y en la Confederación Nacional del Trabajo (CNT), la organización de combate para luchar por sus derechos.

#### Semana Trágica

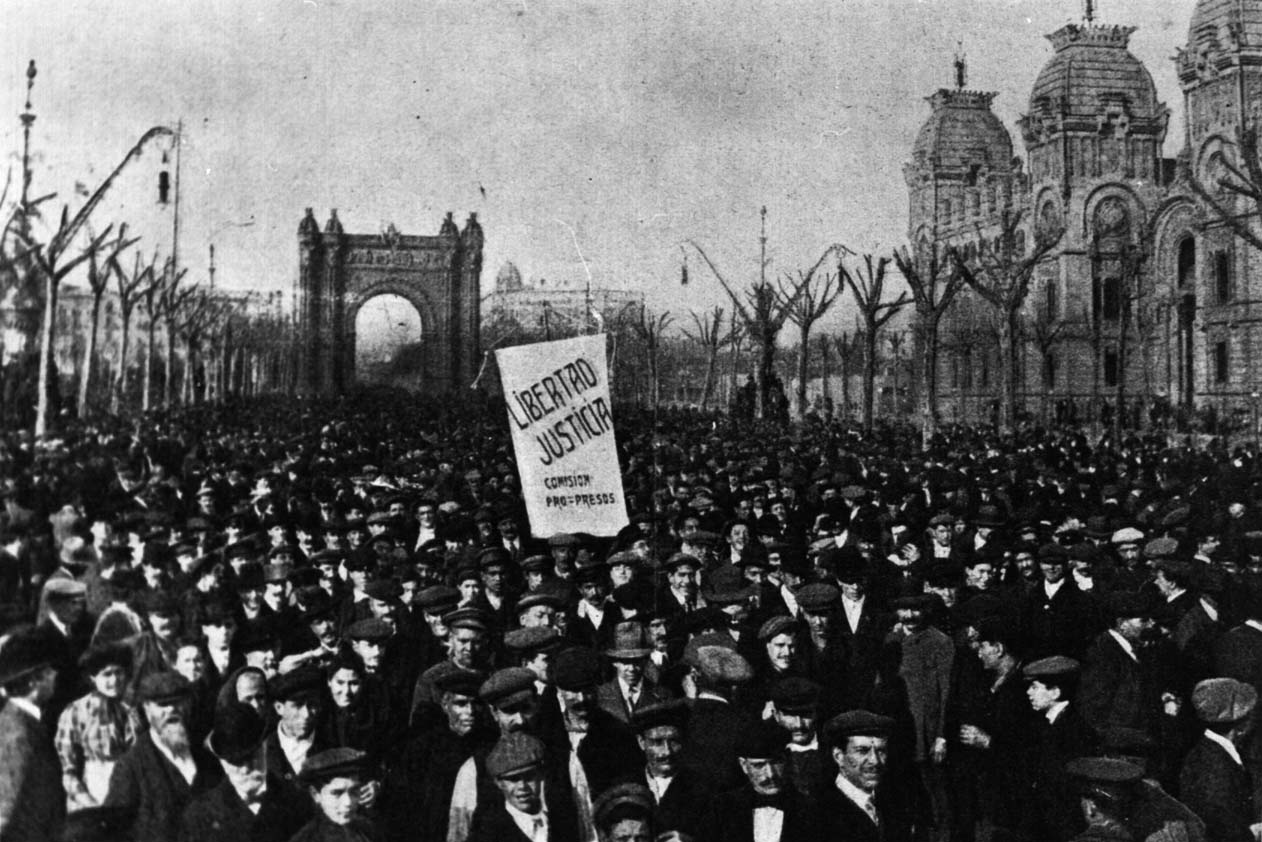
Manifestación en Barcelona durante la Semana Trágica

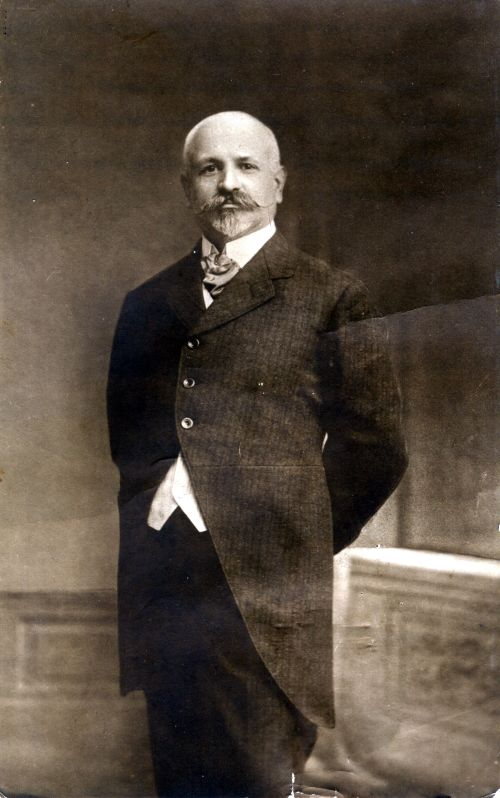
Retrato de Francisco Ferrer Guardia (1859-1909), pedagogo y librepensador catalán

Se conoce como Semana Trágica a los acontecimientos sucedidos en Barcelona y otras localidades catalanas, entre el 25 de julio y el 2 de agosto de 1909. El detonante de estos hechos fue la movilización de reservistas para su envío a la zona de Melilla, donde el día 9 del mismo mes había comenzado la guerra de Melilla, para muchos motivada exclusivamente por el descubrimiento del año anterior de unas minas propiedad de una sociedad controlada por el Conde de Romanones, el Marqués de Comillas y el conde de Güell. Esta movilización fue muy mal acogida por las clases populares, ya que, debido a la legislación de reclutamiento, se podía quedar exento de la incorporación a filas mediante el pago de seis mil reales, cantidad que no estaba al alcance de los más pobres (el sueldo de un obrero de la época no era de más de 5 pesetas o 10 reales al día). Por otra parte, los reservistas mayoritariamente ya estaban casados y con familia a su cargo.
El gobierno de Maura y el nuevo gobernador civil, Evaristo Crespo Azorín, lleva a cabo una represión durísima y, peor, arbitraria. En total, entre julio de 1909 y abril de 1910 fueron detenidas 1967 personas y 200 más fueron expulsadas a 300 kilómetros de Barcelona. Organizó un proceso militar contra 1925 individuos, de ellos 214 en contumacia, de los cuales 469 fueron sobreseídos y 584 absueltos. Se dictaron 17 penas de muerte, pero solo 5 fueron aplicadas. Siguiendo la acusación formulada en una carta que le dirigen los prelados de Barcelona, es detenido Francisco Ferrer Guardia, creador de la Escuela Moderna, quien acusan de ser el instigador de la revuelta. A pesar de las protestas internacionales, el 13 de octubre del mismo año Ferrer es fusilado junto con Eugenio del Hoyo Manjón, Antoni Malet Pujol, Ramón Clemente García y Josep Miquel Baró en el castillo de Montjuïc. Ninguno de ellos había sido dirigente destacado durante la revuelta. Estos fusilamientos ocasionan una amplia repulsa hacia Maura en España y en toda Europa, con una gran campaña en la prensa extranjera, así como manifestaciones y asaltos a diversas embajadas. El rey Alfonso XIII, alarmado por estas reacciones tanto en el exterior como en el interior destituye Maura y lo sustituye por el liberal Segismundo Moret. Tras los hechos de la Semana Trágica, la Barcelona anarquista recibió el apodo de la Rosa de fuego.

#### Mancomunidad de Cataluña

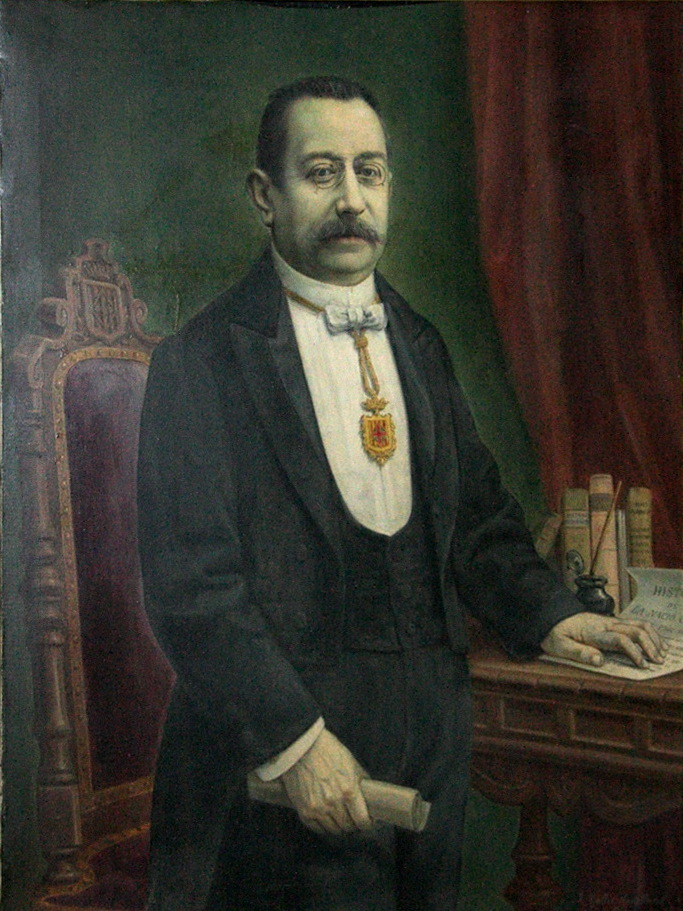
Enric Prat de la Riba, primer presidente de la Mancomunidad de Cataluña

La Mancomunidad de Cataluña fue una institución que agrupó las cuatro diputaciones catalanas: Barcelona, Gerona, Tarragona y Lérida. Se formó el 6 de abril de 1914, si bien el proceso para su creación comenzó en 1911. El Congreso de Diputados la aprobó, pero con competencias muy recortadas respecto al proyecto enviado por el Gobierno. En cambio, el Senado no lo hizo cerrando la vía legislativa. Finalmente el gobierno, necesitado del apoyo parlamentario de los catalanistas, se decidió por la vía del decreto que el 18 de diciembre de 1913 el rey firmó: el derecho de mancomunidades provinciales. La Mancomunidad respondía a una larga demanda histórica de los catalanes, en significar la federación de las cuatro diputaciones catalanas y en cierto sentido un retorno de la capacidad de la gestión administrativa de las antiguas Cortes Catalanas. Aunque debía tener funciones puramente administrativas, y sus competencias no iban más allá de las de las diputaciones provinciales, adquirió una gran importancia política: representaba el primer reconocimiento por parte del estado español de la personalidad y de la unidad territorial de Cataluña desde 1714. La institución estaba integrada por una asamblea que reunía los noventa y seis diputados provinciales - 36 por Barcelona y 20 para las tres restantes - y que se renovaba pues junto a estas - por mitades, cada dos años, por sufragio universal masculino, en razón de 4 diputados por partido judicial - y por el Consejo, formado por ocho consejeros y el presidente. Su acción política estuvo regida por el consenso entre las distintas orientaciones presentes, fueran o no catalanistas. Fue presidida por Enric Prat de la Riba (1914-1917) y luego por Josep Puig i Cadafalch (1917-1923), militantes ambos de la Liga Regionalista. A continuación lo hizo Alfons Sala (1923-1925), impuesto por Primo de Rivera en 1923). La Mancomunidad llevó a cabo una labor de creación de infraestructuras de caminos y puertos, obras hidráulicas, ferrocarriles, teléfonos, beneficencia o sanidad. También emprendió iniciativas para aumentar los rendimientos agrícolas y forestales introduciendo mejoras tecnológicas, de servicios y educativas, y potenció las enseñanzas tecnológicas necesarias para la industria catalana.

#### Normativización de la lengua catalana
A principios del siglo XX el lemosín (ya llamado desde 1880 como catalán, a pesar de que en el Valle de Arán se habla aranés) era la lengua mayoritaria de la región, pero no existía todavía un estándar ni unas normas. Además Enric Prat de la Riba era consciente de que «de la cultura catalana el estado no se preocupa y las diputaciones tenemos que suplir esta deficiencia fomentando el cultivo y perfeccionamiento de la lengua». Cuando se creó el IEC se hicieron dos encargos a la Sección Filológica liderada por Pompeu Fabra: sistematizar unas reglas de escritura y promocionar el catalán como lengua de uso científico, objetivos que se explicitaron durante la constitución del IEC: «el restablecimiento y la organización de todo lo que se refiere a la cultura genuinamente catalana» y «la investigación científica de todos los elementos de la cultura catalana». El IEC publicó las Normas ortográficas en 1913, dotando el catalán de una ortografía formal. Inmediatamente se generaron grandes y duros debates sobre algunas de las decisiones ortográficas tomadas (lo más encarnizado fue lo de escribir los plurales -es y no -as), pero poco a poco se fueron aceptando: La Mancomunidad adoptó enseguida el catalán de Fabra y lo promocionó: todas sus instituciones lo adoptaron como lengua vehicular, desde las diversas escuelas de educación profesional hasta las escuelas de primaria. En 1916 la Mancomunidad de Cataluña envió una petición oficial para reconocer la lengua catalana como cooficial, adjuntando un detallado programa de normalización lingüística. La propuesta provocó quejas y presiones de la Real Academia Española, hasta que el entonces presidente, el conde de Romanones, dijo que nunca daría este reconocimiento al catalán, porque se usaba como emblema político.

#### Dictadura de Primo de Rivera

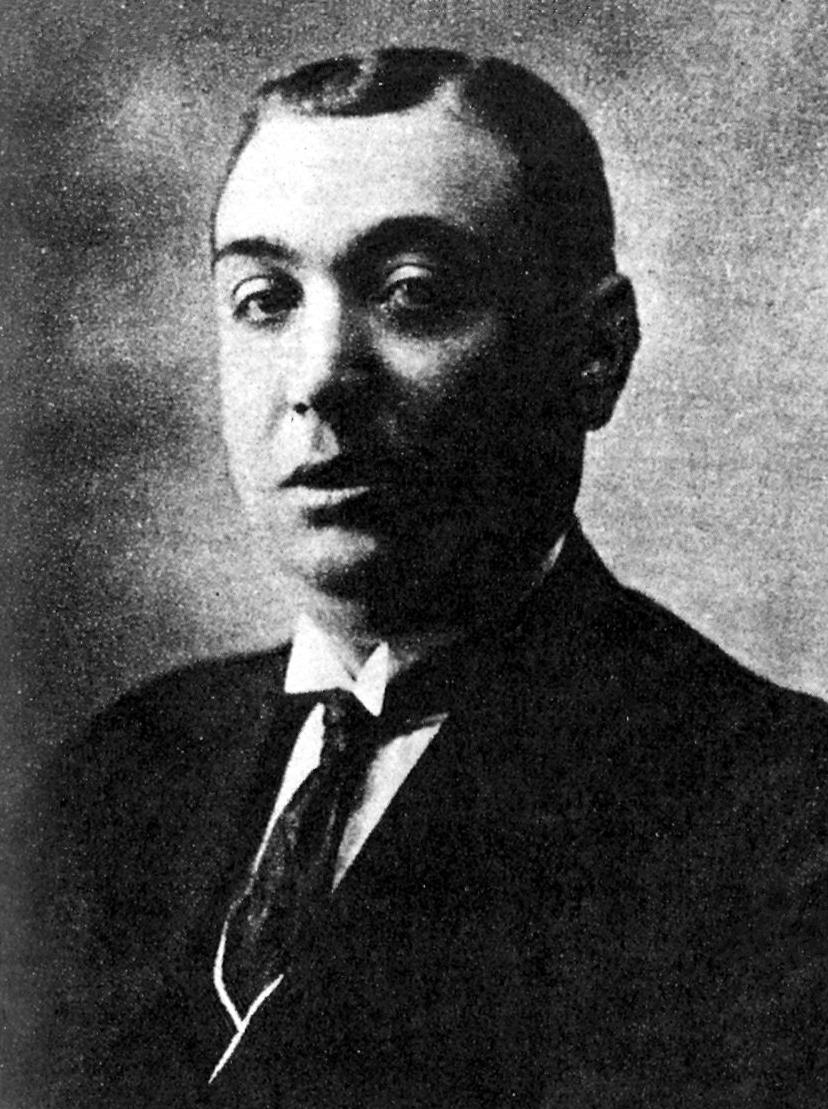
Salvador Seguí, líder anarcosindicalista durante la huelga de La Canadiense

En Cataluña fue inicialmente aplaudido por los sectores de la alta burguesía conservadora que dieron la bienvenida a Primo como salvaguarda ante las fuerzas radicales del anarquismo. En un primer momento se permitió que la Mancomunidad continuara existiendo, pero la dictadura trabajó a fondo contra el nacionalismo catalán republicano, cada vez más radicalizado y en alza, prohibiendo partidos, asociaciones e instituciones autóctonas. Finalmente, la Mancomunidad de Cataluña fue definitivamente suprimida en 1924 y prohibido el uso de la lengua y la bandera catalanas en la administración y en la vida pública.
Cataluña se convirtió pronto en uno de los focos más activos y unánimes de oposición a la dictadura, ambiente que favoreció el crecimiento de la fuerza y popularidad del nacionalismo republicano que tuvo en Estat Català (Estado Catalán) en 1922 y en su líder Francesc Macià, el luchador más comprometido. Por el contrario, el catalanismo moderado y socialmente conservador de la Lliga Regionalista quedó muy desprestigiado.

### Segunda República Española

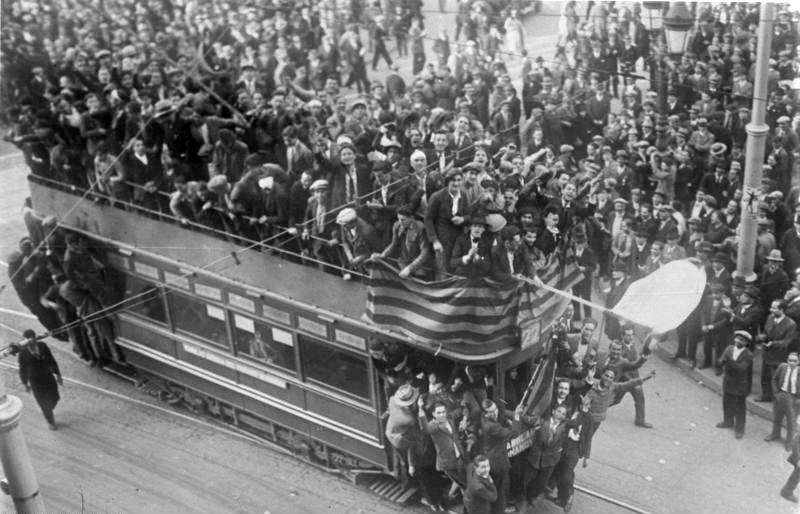
Celebraciones de la proclamación de la Segunda República Española en Barcelona, 1931, extraído de los archivos federales de Alemania

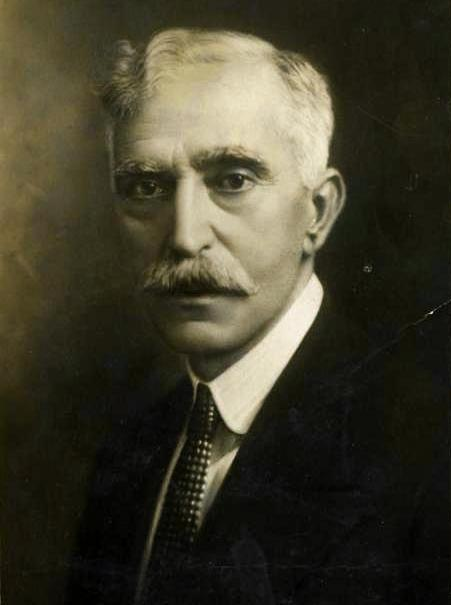
Francesc Macià, primer presidente de la Generalidad de Cataluña restaurada

El 14 de abril de 1931, el mismo día en que se proclamaba la República en Madrid, Francesc Macià proclamaba desde el balcón de la antigua Generalidad de Cataluña la República Catalana dentro de una federación de pueblos ibéricos. El hecho motivó preocupación fuera de los círculos nacionalistas, siendo solucionado con la restauración de la Generalidad de Cataluña. La posterior aprobación de la Constitución republicana que, tras enconados debates reconoció la posibilidad de autonomía regional, permitió la aprobación del Estatuto de Autonomía de Cataluña de 1932. Los diputados catalanes elaboraron un Estatuto aprobado en referéndum el 2 de agosto de 1931 y modificado y aprobado en las Cortes Españolas el 12 de septiembre de 1932. Con el estatuto aprobado, el 20 de noviembre de 1932 se hicieron las únicas elecciones al Parlamento de Cataluña del periodo republicano para constituir las instituciones y pasar de un gobierno provisional a un gobierno estatutario con Francesc Macià ratificado como Presidente y Lluís Companys como presidente del Parlamento. En su virtud fueron instaurados un gobierno y un parlamento autónomos en Cataluña. Macià fue investido primer presidente de la Generalidad, cargo que desempeñó hasta su muerte en diciembre de 1933. Fue sustituido en el cargo por Lluís Companys. Las elecciones parlamentarias de 1933, primeras en las que las mujeres tuvieron derecho al voto, convirtieron a la conservadora CEDA en la principal fuerza política. Tras una etapa de gobierno minoritario del Partido Republicano Radical dirigido por el antaño revolucionario y ahora centrista Alejandro Lerroux, la CEDA exigió participar en el ejecutivo. Su entrada en el gobierno con tres ministros motivó que los socialistas convocaran la conocida como Revolución de 1934, que en Cataluña no fue secundada por el sindicato mayoritario, la anarcosindicalista CNT. Sin embargo, el 6 de octubre Companys proclamó «el Estado Catalán de la República Federal española». Carente del apoyo del movimiento obrero y contando con las únicas fuerzas de los Mozos de Escuadra y milicianos de su propio partido, el levantamiento fue sofocado por el capitán general Domingo Batet. El gobierno español suspendió las instituciones autónomas catalanas, nombrando un ejecutivo provisional con participación de la Liga Catalana y los radicales. La autonomía fue restablecida tras las elecciones parlamentarias de 1936, que llevaron al poder a los partidos de izquierda agrupados en el Frente Popular, y que supusieron la amnistía para los participantes en la tentativa revolucionaria y la vuelta de Companys al gobierno catalán. En el período republicano el gobierno catalán en gran parte continuó y amplió la política educativa de la Mancomunidad de Cataluña. Tuvo muchas dificultades financieras y la cesión de competencias no se acabó nunca de hacer en su totalidad. En general este período constituyó un ensayo y una lección histórica para la realización posterior de la Generalidad de 1977.
En cuanto al movimiento obrero, destaca la crisis de la CNT con la escisión del sector moderado, los denominados treintistas. Los partidos de inspiración socialista iniciaron un proceso de convergencia que culminaría en la formación de dos partidos rivales: el Partido Obrero de Unificación Marxista (POUM) y el Partido Socialista Unificado de Cataluña (PSUC).

### Cataluña durante la Guerra Civil

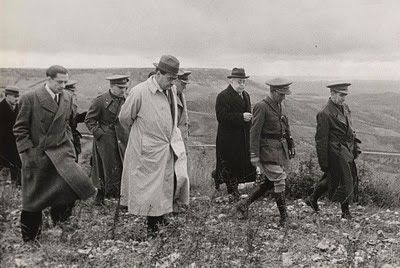
Manuel Azaña y Juan Negrín a las afueras de Barcelona en 1937, en aquel momento sede del Gobierno de la República Española

Tras la victoria electoral de las izquierdas en febrero de 1936 (en Cataluña bajo la bandera del Front d'Esquerres de Catalunya) y la sustitución del presidente conservador Niceto Alcalá-Zamora por el izquierdista Manuel Azaña la tensión política continuó incrementándose. Los actos violentos de ambos bandos culminaron con el asesinato del líder de la derecha radical, José Calvo Sotelo. Pocos días después tuvo lugar el fallido golpe de Estado contra la II República, que desembocó en la Guerra Civil. En Barcelona, el golpe fue liderado por el general Manuel Goded, pero la oposición armada de los militantes de sindicatos y partidos de izquierda y la decisiva intervención de la Guardia Civil propició el fracaso de la rebelión. A partir de ese momento, Cataluña quedaría dentro del sector no controlado por los sublevados y bajo la teórica autoridad del gobierno republicano.
El desarrollo de la guerra en Cataluña se caracterizó en una primera fase por una situación de doble poder: el de las instituciones oficiales (la Generalidad y el Gobierno republicano) por un lado, y el de las milicias populares armadas coordinadas por un Comité Central de Milicias Antifascistas de Cataluña por otro. Se desató una oleada de represión contra los sectores a los que se consideraba afines a los sublevados, principalmente religiosos católicos y simpatizantes de la Liga Catalana. La poco coordinada acción militar se encaminó en dos direcciones: una ofensiva contra el Aragón controlado por los sublevados, que sólo permitió estabilizar el frente durante un tiempo; y un fracasado intento de conquistar Mallorca.

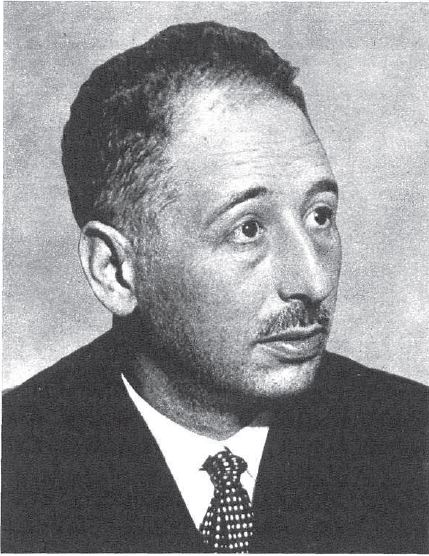
Lluís Companys, segundo presidente de la Generalidad de Cataluña restaurada, fue entregado por la Gestapo y fusilado por las autoridades franquistas

Con el avance de la guerra se produjeron también graves enfrentamientos entre las organizaciones que querían dar prioridad a la revolución social, principalmente la CNT y el POUM, y quienes consideraban prioritario dirigir los esfuerzos al frente bélico y mantener el apoyo de los sectores moderados. Este segundo sector integraba al gobierno republicano, el PSUC, la Esquerra Republicana de Catalunya y otros partidos. El enfrentamiento culminó en las jornadas de mayo de 1937, durante las cuales ambos bandos se enfrentaron con las armas. La victoria del bando gubernamental supuso una mayor integración de los anarcosindicalistas en la disciplina del Ejército Popular de la República y la eliminación (incluso física) del POUM, incómodo rival comunista para el PCE y el PSUC (ya dominado por los prosoviéticos). Tampoco fue buena la colaboración entre la Generalidad dirigida por Companys y el gobierno republicano debido al deseo de éste de centralizar el mando bélico y a la tendencia de aquella a exceder sus competencias estatutarias.
Finalmente el ejército rebelde rompió en dos el frente republicano al ocupar Vinaroz, lo que aisló a Cataluña del resto del territorio republicano (constituido ya solo por Valencia y la zona central). La derrota de los ejércitos republicanos en la batalla del Ebro permitió la ocupación de Cataluña por las tropas encabezadas por el general Franco entre 1938 y 1939. La victoria total del proclamado Generalísimo supuso el fin de la autonomía catalana y el inicio de una larga dictadura.

### El franquismo en Cataluña
- Véase también: Persecución del catalán

El franquismo (1939-1975) supuso en Cataluña, como en el resto de España, la anulación de las libertades democráticas, la prohibición y persecución de los partidos políticos (salvo Falange Española Tradicionalista y de las JONS), la clausura de la prensa no adscrita a la dictadura militar y la eliminación de las entidades de izquierdas.

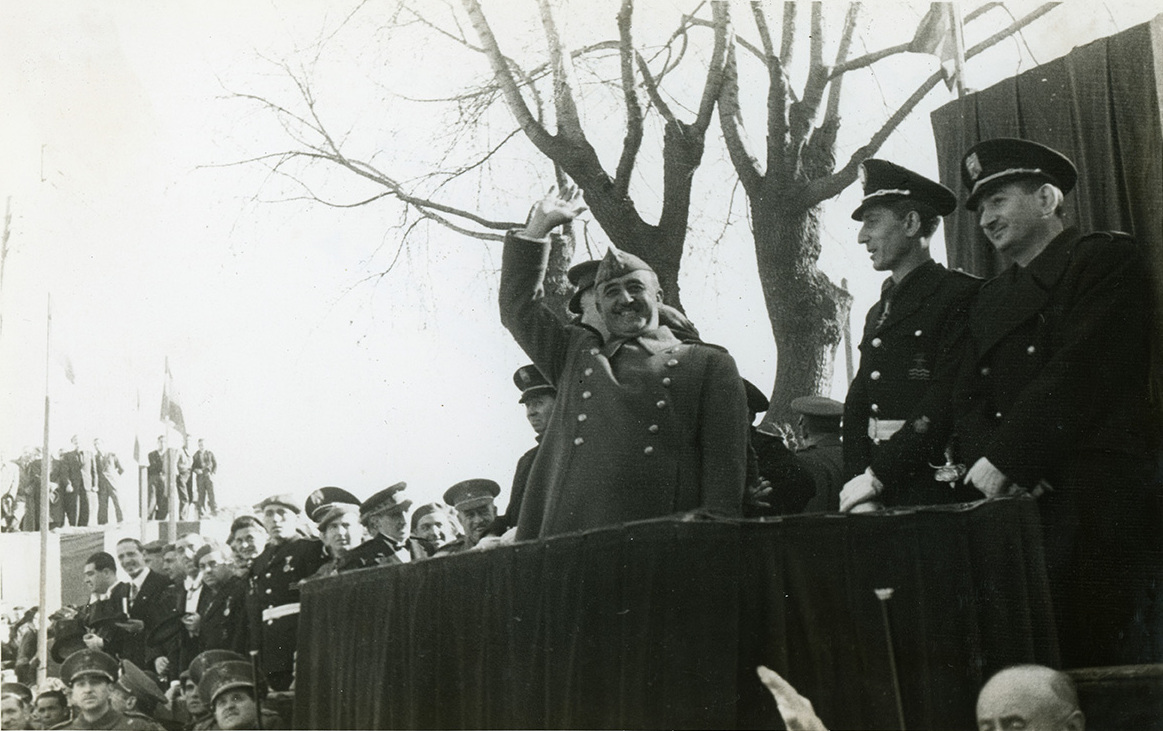
Visita de Francisco Franco a Barcelona (1942)

Además, se suprimieron el Estatuto de Autonomía y las instituciones de él derivadas, y se persiguió con sistematicidad la lengua y la cultura catalanas, sobre todo en la administración, en los medios de comunicación, en la escuela, en la universidad, en la señalización pública y en general en toda manifestación pública. El catalán fue excluido de la esfera pública y administrativa y quedó reducido al uso familiar y vecinal. El castellano pasó a ser la única lengua de la enseñanza, de la administración y de los medios de comunicación. La situación se agravó por las grandes oleadas inmigratorias de castellanoparlantes del siglo XX, sobre todo las de los años 60 y 70, procedentes del resto de España, sobre todo de Andalucía y Extremadura, y que en gran parte se concentraron en el área metropolitana de Barcelona. Todo esto provocó un gran retroceso del uso social del catalán y de su conocimiento, hasta el punto que en Cataluña el castellano superó al catalán como lengua materna por primera vez en su historia. En Cataluña el factor más importante del bilingüismo social es la inmigración desde el resto de España en el siglo XX. Se ha calculado que, sin migraciones, la población de Cataluña habría pasado de unos 2 millones de personas en 1900 a 2,4 en 1980, en vez de los más de 6,1 millones censados en esa fecha (y superando los 7,4 millones en 2009); es decir, la población sin migración habría sido solamente el 39 % en 1980.
Los vencidos fueron desvertebrados. A los numerosos muertos durante la guerra hay que sumar los que fueron fusilados tras la victoria franquista, como el propio presidente Lluís Companys; muchos otros, obligados al exilio, no volverían a su país; gran número de los que no huyeron fueron encarcelados; y muchos más fueron «depurados» e inhabilitados para ocupar cargos públicos o ejercer determinadas profesiones, lo que les dejó en pésima situación económica en una época ya dura de por sí. Un pequeño sector de anarquistas y comunistas intentó librar una guerra de guerrillas en unidades conocidas como maquis. Su acción más destacada fue la invasión del Valle de Arán.

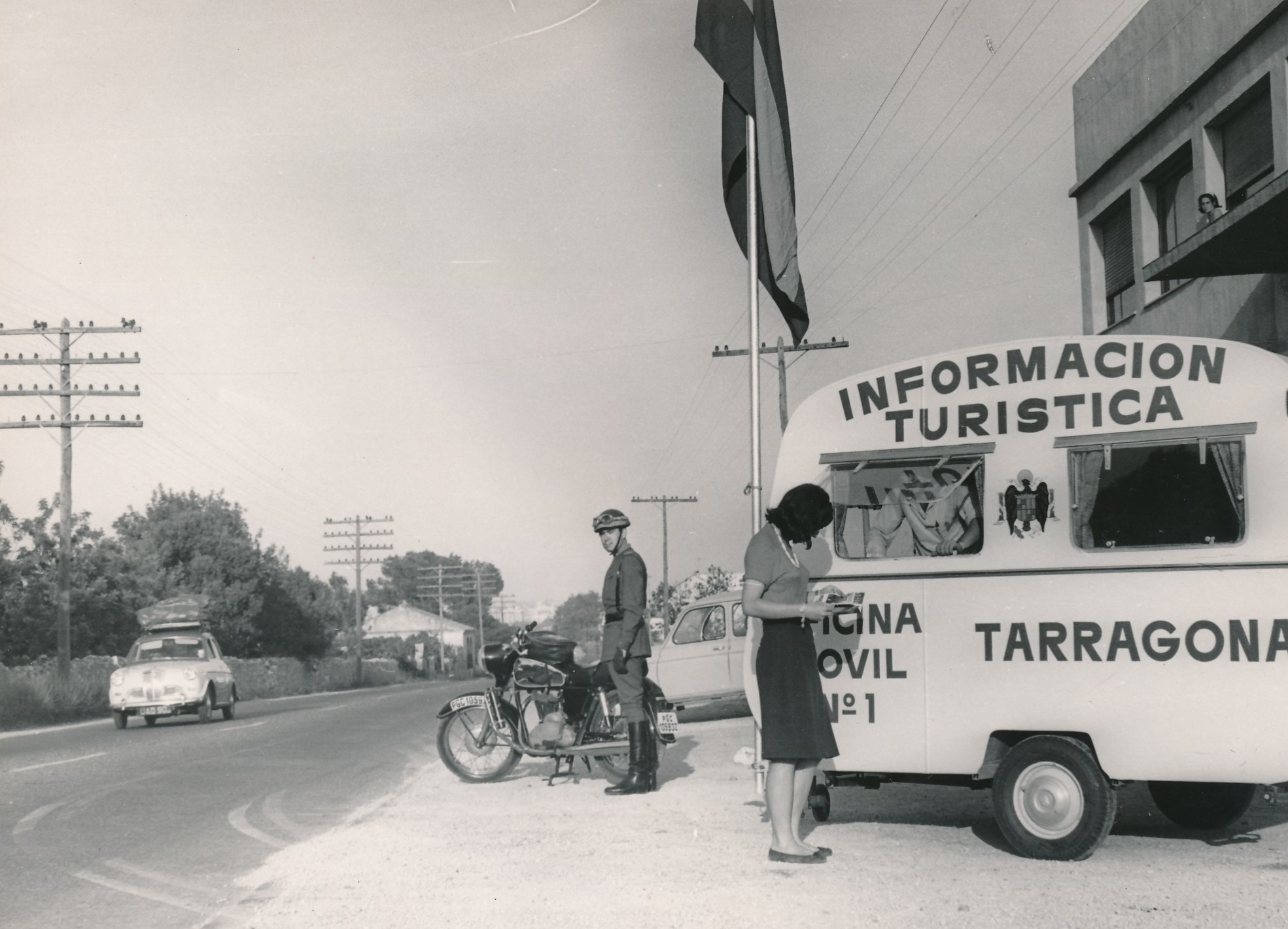
Oficina de información turística en Tarragona (1962)

Tras la primera etapa de economía autárquica, en la década de 1960 la economía entró en una etapa de modernización agrícola, de incremento de la industria y recibió el impacto del turismo de masas. Cataluña fue también una de las metas del movimiento migratorio, que dio a Barcelona y a las localidades de su entorno un crecimiento acelerado. También se desarrolló fuertemente la oposición antifranquista, cuyas manifestaciones más visibles en el movimiento obrero fueron Comisiones Obreras, desde el sindicalismo, y el PSUC.
En la década de 1970, el conjunto de fuerzas democráticas se unificaron alrededor de la Asamblea de Cataluña. El 20 de noviembre de 1975 falleció el dictador Francisco Franco, hecho que abriría un nuevo período en la historia de Cataluña.
Globalmente, la casi total exclusión del catalán del sistema educativo y las severas limitaciones a su uso en los medios de comunicación de masas durante todos estos años, tuvo consecuencias de larga duración y que estarían presentes años después del final de la dictadura, como se observa en las altas tasas de analfabetismo en catalán que se da entre las generaciones escolarizadas en esos años: en 1996 solo un tercio del tramo de edad comprendido entre los 40 y los 44 años era capaz de escribir en catalán, hablado por el 67 % de los censados, cifras que descendían al 22 % de los mayores de 80 años capaces de escribirlo con un 65 % de hablantes.

A partir de la represión, el franquismo creó unas redes de complicidad en que miles de personas se vieron implicadas o fueron cómplices, de todas las maneras posibles, del derramamiento de sangre infligido, de las persecuciones efectuadas, de la vida de centenares de miles de personas en las prisiones, en los campos de concentración o en los Batallones de Trabajadores. En definitiva, de las formas más diversas de represión: política, social, laboral, ideológica, y, en el caso de Cataluña, de un intento de genocidio cultural que pretendía hacer desaparecer de raíz su especifica personalidad nacional...
Josep Maria Solé i Sabaté y Joan Vilarroya i Font

### Transición

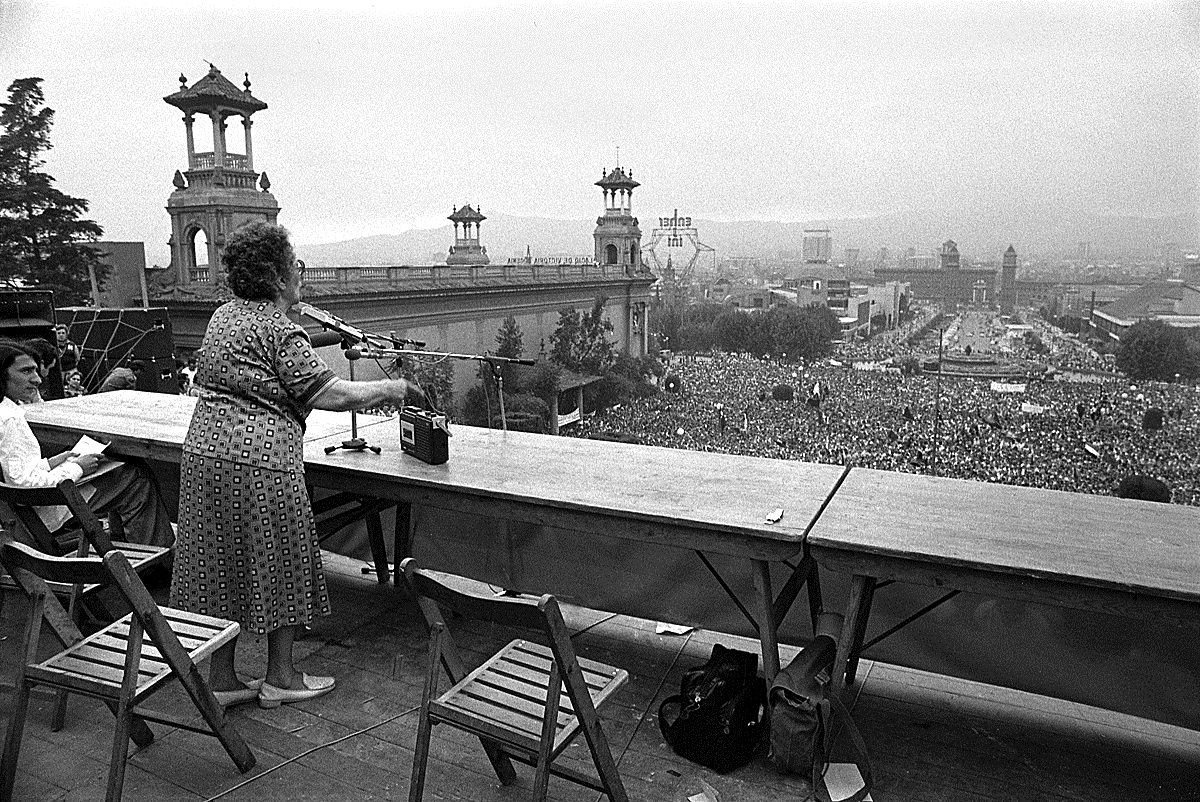
Federica Montseny en el mitin de la CNT en Barcelona en 1977

Con la muerte del general Franco, se inició el periodo conocido como transición democrática, a lo largo del cual se irían alcanzando las libertades básicas, consagradas por la Constitución española de 1978. En ella se reconoce la existencia de comunidades autónomas dentro de España, lo que da lugar a la formulación del Estado de las Autonomías.

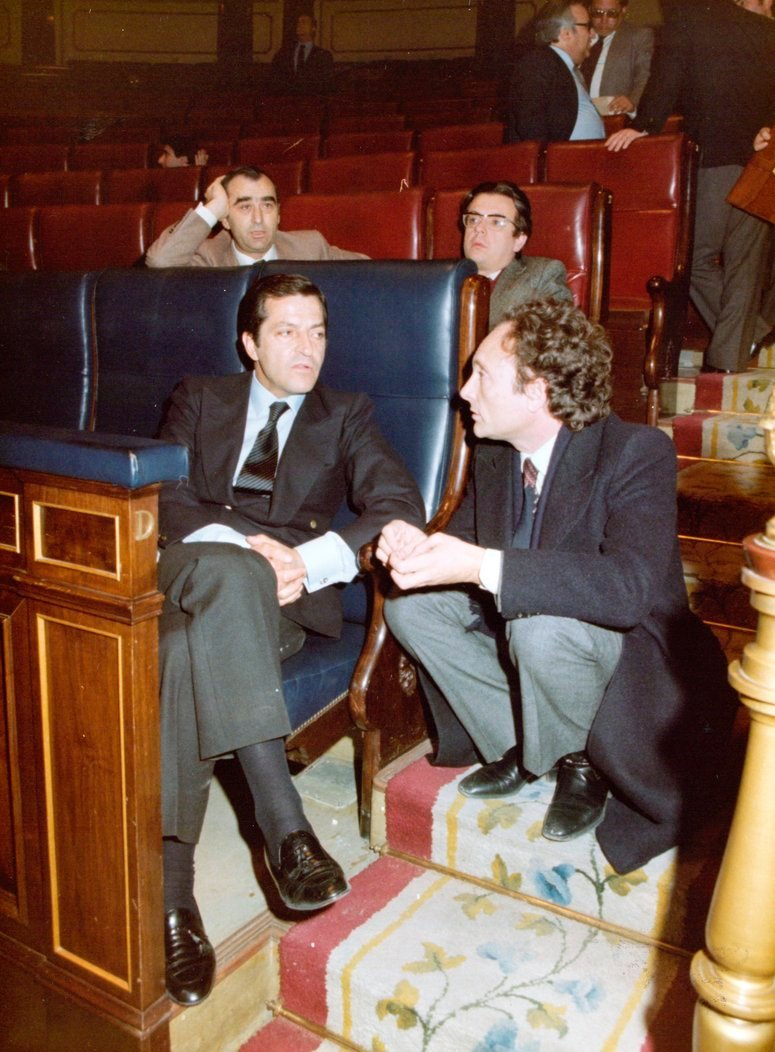
Eduard Punset conversando en el interior del Palacio de las Cortes con Adolfo Suárez (octubre de 1980)

Tras las primeras elecciones generales, en 1977, se restauró provisionalmente la Generalidad, gracias al impulso de la sociedad civil catalana (representada por la masiva manifestación que tuvo lugar en Barcelona el 11 de septiembre de ese año) y la iniciativa del Gobierno de Adolfo Suárez, apoyada por el rey y las altas instancias del Estado. 

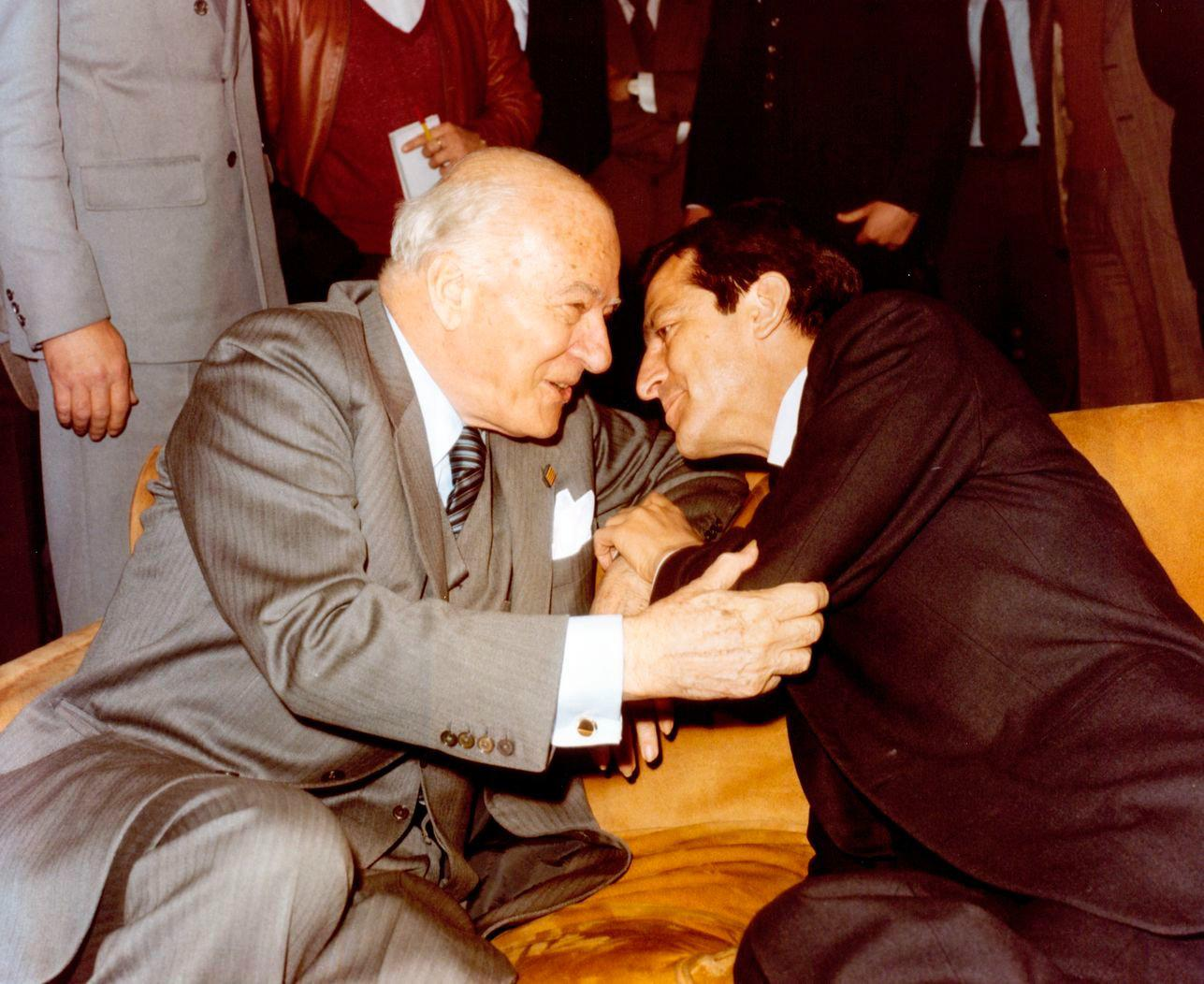
Saludo entre Adolfo Suárez y Josep Tarradellas en 1980

Josep Tarradellas, que había preservado la legalidad del autogobierno catalán como presidente en el exilio, tras declarar su adhesión al rey y al proceso de reforma política. Tarradellas constituyó un gobierno autónomo provisional compuesto por representantes de las fuerzas más relevantes en aquel momento.
En el Referéndum para la ratificación de la Constitución española, del 6 de diciembre de 1978, se dieron los siguientes resultados: 72,3% de participación en la provincia de Gerona, con el voto favorable del 89,8% de los votantes (218 316 Sí, 10 681 No); 67,7% de participación en la provincia de Barcelona, con el voto favorable del 90,4% de los votantes (2 095 467 Sí, 109 530 No); 67% de participación en la provincia de Tarragona, con el voto favorable del 91% de los votantes (225 330 Sí, 10 849 No), y 66,5% de participación en la provincia de Lérida, con el voto favorable del 91,3% de los votantes (162 757 Sí, 6785 No). Por tanto, en el conjunto de las cuatro Juntas Provinciales de Cataluña se alcanzó un 67,9% de participación con el voto favorable del 90,5% de los votantes (en el conjunto de España la participación fue del 67,1% del censo, obteniendo el voto favorable del 87,9% de los votantes).
En 1979, se aprobó finalmente un nuevo Estatuto de Autonomía de Cataluña, netamente superior al de 1932 en algunos aspectos como enseñanza y cultura, pero inferior en otros como justicia, finanzas y orden público. En él, Cataluña se define como «nacionalidad», se reconoce el catalán como «lengua propia de Cataluña» y alcanza la oficialidad junto al castellano. Tras su promulgación, tuvieron lugar las primeras elecciones catalanas, que dieron la presidencia de la Generalidad a Jordi Pujol, de Convergència i Unió (gracias a una votación a favor de ERC), cargo que ostentaría, tras seis triunfos electorales consecutivos, hasta el año 2003.
Elecciones al Parlamento de Cataluña de 1980: CiU 43, PSC 33, PSUC 25, UCD 18, ERC 14, Partido Andalucista 2.

### Gobiernos de Jordi Pujol (1980-2003)

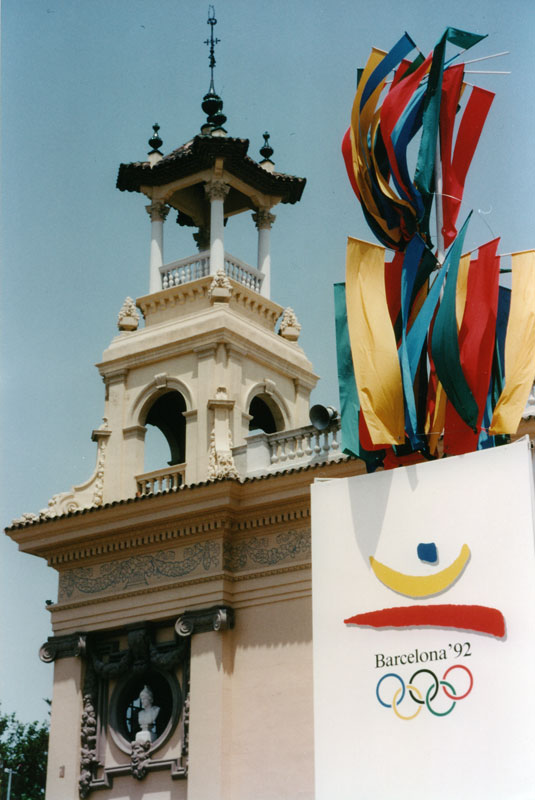
Los Juegos Olímpicos de 1992 se celebraron en Barcelona

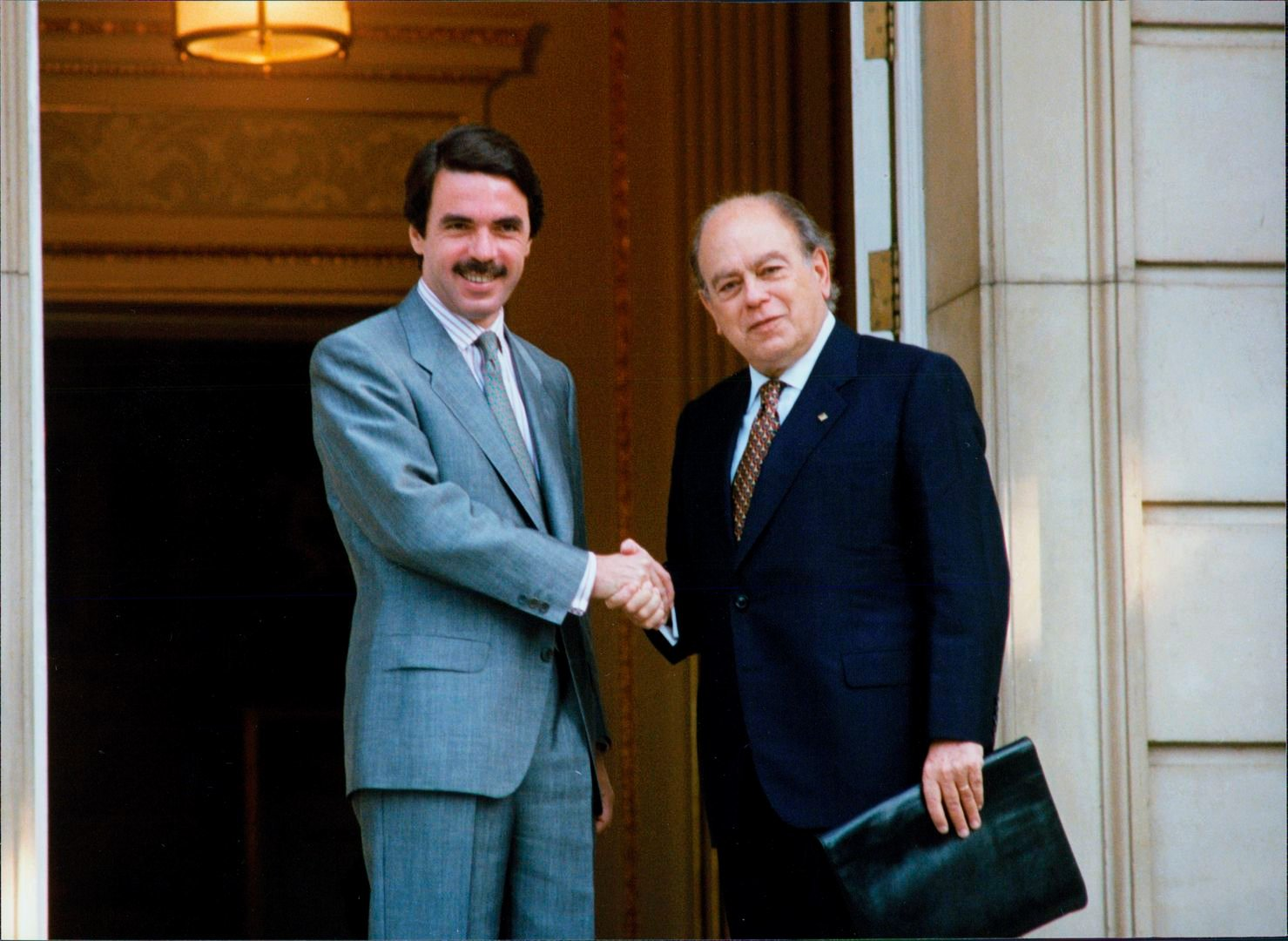
Jordi Pujol y José María Aznar en 1996

A lo largo de las décadas de 1980 y 1990 se desarrollaron diferentes aspectos de la construcción autonómica, entre ellos el despliegue de la policía autonómica, los Mozos de Escuadra, la creación de la administración comarcal y el Tribunal Superior de Justicia de Cataluña. También se desarrolló la Ley de Normalización Lingüística y la inmersión lingüística en las escuelas, a fin de fomentar el conocimiento y el uso del catalán; y se crearon la Corporación Catalana de Medios Audiovisuales, los medios de comunicación de radio y televisión de titularidad pública catalana (Catalunya Ràdio y TV3).
El 5 de noviembre de 1992, España ratificó en Estrasburgo, la Carta europea de las lenguas regionales o minoritarias, por la que adquiere entre otros, el compromiso de reconocerlas, respetarlas y promoverlas.
En 1992 Barcelona celebró los Juegos Olímpicos, que sirvieron para dar a Cataluña y a España visibilidad internacional. A lo largo de la década de 1990, la ausencia de mayorías absolutas en el gobierno español apenas contribuyó a ampliar las competencias autonómicas, a pesar del apoyo de CiU al último gobierno de Felipe González (1993-1996) y al primero de José María Aznar (1996-2000).
Características del periodo
- Conflicto de los bienes eclesiásticos de la Franja, desde 1995
- Caso Pujol (1980-2014)
- Caso Millet
- Caso 3%
- Caso Pallerols
- Terra Lliure, organización terrorista
- Comando Barcelona de ETA.
- Persecución lingüística del idioma español

Uno de los fenómenos más notorios en la primera década del siglo XXI fue el incremento de población de origen foráneo en Cataluña. El número de personas nacidas en el extranjero se incrementó de menos del 3% en 2000 a cerca del 15% en 2010.
Por otra parte políticamente, el desgaste de CiU tras tantos años en el gobierno y su apoyo a los últimos gobiernos de Aznar condujeron a que, en noviembre de 2003, los resultados de las elecciones autonómicas posibilitaran un cambio de partidos en el gobierno de la Generalidad.

## Historia reciente de Cataluña

### Gobiernos tripartitos de izquierdas (2003-2010)
Pasqual Maragall fue nombrado presidente en diciembre de 2003, y encabezó un gobierno de coalición formado por el PSC-PSOE-CpC, ERC y ICV-EUA, el Tripartito catalán.
El 16 de septiembre del 2005, la ICANN aprobó oficialmente el .cat, el primer dominio para una comunidad lingüística.
Los problemas asociados al proyecto de reforma del Estatuto de Autonomía de Cataluña, se tradujo en un adelanto de la convocatoria de elecciones a noviembre de 2006
José Montilla sucedió a Maragall el 28 de noviembre de 2006. Fue el primer presidente de la Generalidad no nacido en Cataluña después de la Segunda República, natural de la localidad cordobesa de Iznájar.

### Vuelta de CiU al poder yprocés
Las elecciones autonómicas del 28 de noviembre de 2010 dieron de nuevo la victoria a Convergència i Unió, por lo que su candidato y cabeza de lista por Barcelona, Artur Mas, fue investido como presidente de la Generalidad el 23 de diciembre de ese mismo año. Pero esta legislatura acabó en fracaso después del rechazo del gobierno de Rajoy al pacto fiscal, la promesa electoral de Artur Mas y que buscaba terminar el déficit fiscal de Cataluña con un sistema parecido al concierto vasco.
Influido por la presión callejera ante el malestar social y el creciente independentismo plasmado en la mayor manifestación de la historia de Cataluña en el 11 de septiembre de 2012 y que pedía la independencia de Cataluña, el presidente Artur Mas convocó unas nuevas elecciones, confiando en una posible mayoría absoluta para convocar un referéndum por la autodeterminación de Cataluña. Mas ganó las elecciones, pero perdió 12 escaños. Aun así, consiguió llegar a un acuerdo de gobernabilidad con ERC, el gran ganador de las elecciones ya que se había convertido en el segundo partido en escaños (siendo tercero en votos tras el PSC), por primera vez en la historia postfranquista. Este acuerdo dio lugar a la convocatoria de un referéndum por la autodeterminación de Cataluña en 2014, el cual fue condenado por el Tribunal Superior de Justicia de Cataluña (TSJC).
El 9 de noviembre de 2014 se realizó la consulta sobre el futuro político de Cataluña de 2014.
El 27 de septiembre de 2015 se celebraron unas nuevas elecciones autonómicas que las fuerzas independentistas denominaron «plebiscitarias». Las consecuencias políticas del proceso independentista produjeron la ruptura de CiU y la integración de CDC y ERC en una coalición llamada Junts pel Sí, ganadora de las elecciones pero sin mayoría absoluta. Las dos nuevas fuerzas emergentes de Cataluña fueron Ciudadanos (primera fuerza de la oposición por delante del PP y PSC) y CUP (llave de la gobernabilidad en el nuevo Parlament).
Ese año surgió el movimiento a favor de Tabarnia.[cita requerida]
Carles Puigdemont fue elegido presidente de la Generalidad el 12 de enero de 2016.
El presidente del Gobierno Mariano Rajoy aplicó en Cataluña el artículo 155 de la Constitución española en octubre de 2017.
En las elecciones al Parlamento de Cataluña de diciembre de 2017 convocadas por Mariano Rajoy, Ciudadanos ganó las elecciones en escaños y votos, pero al no obtener la mayoría no pudo formar gobierno. Fue investido presidente de la Generalidad Quim Torra, un conservador esencialista e independentista de línea dura que había sido elegido diputado regional por la lista de Junts per Catalunya.